# Olympische Sommerspiele 2016/Leichtathletik – 200 m (Männer)

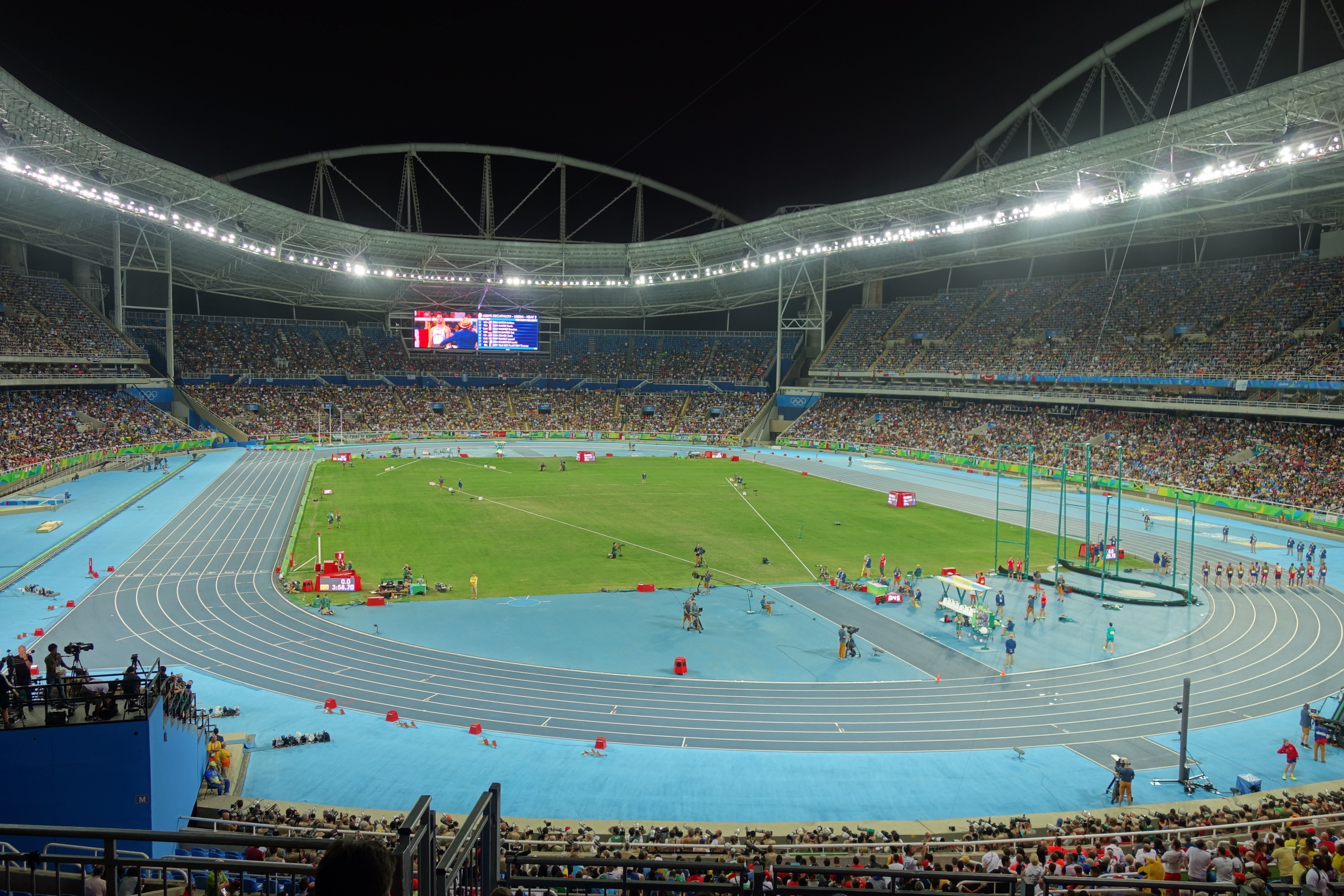
Innenraum des Estádio Olímpico João Havelange während der Spiele von Rio

Der 200-Meter-Lauf der Männer bei den Olympischen Spielen 2016 in Rio de Janeiro wurde am 16., 17. und 18. August 2016 im Estádio Olímpico João Havelange ausgetragen. 77 Athleten nahmen teil.
Olympiasieger wurde Usain Bolt aus Jamaika. Er gewann vor dem Kanadier Andre De Grasse und dem Franzosen Christophe Lemaitre.
Für Deutschland gingen Robin Erewa, Aleixo-Platini Menga und Julian Reus an den Start. Alle drei scheiterten in der Vorrunde.
Athleten aus der Schweiz, Österreich und Liechtenstein nahmen nicht teil.

## Aktuelle Titelträger
| Olympiasieger                         | Usain Bolt ( Jamaika)          | 19,32 s | London 2012    |
| Weltmeister                           | Usain Bolt ( Jamaika)          | 19,55 s | Peking 2015    |
| Europameister                         | Bruno Hortelano ( Spanien)     | 20,45 s | Amsterdam 2016 |
| Nord-/Zentralamerika-/Karibik-Meister | Rasheed Dwyer ( Jamaika)       | 20,12 s | San José 2015  |
| Südamerika-Meister                    | Alex Quiñónez ( Ecuador)       | 20,76 s | Lima 2015      |
| Asienmeister                          | Femi Ogunode ( Katar)          | 20,32 s | Wuhan 2015     |
| Afrikameister                         | Wayde van Niekerk ( Südafrika) | 20,02 s | Durban 2016    |
| Ozeanienmeister                       | Jeremy Dodson ( Samoa)         | 20,57 s | Cairns 2015    |

## Rekorde

### Bestehende Rekorde
| Weltrekord         | Usain Bolt ( Jamaika) | 19,19 s | Berlin, Deutschland                   | 20. August 2009 |
| Olympischer Rekord | Usain Bolt ( Jamaika) | 19,30 s | Finale OS Peking, Volksrepublik China | 20. August 2008 |

Der bestehende olympische Rekord wurde bei diesen Spielen nicht erreicht. Die schnellste Zeit erzielte der jamaikanische Olympiasieger Usain Bolt mit 19,78 s im Halbfinale am 17. August bei einem Gegenwind von 0,3 m/s sowie im Finale am 18. August bei einem Gegenwind von 0,5 m/s. Damit verfehlte er seinen eigenen Rekord um 48 Hundertstelsekunden. Zu seinem eigenen Weltrekord fehlten ihm 59 Hundertstelsekunden.

### Rekordverbesserungen
Es wurden fünf Landesrekorde neu aufgestellt.
- 20,19 s – Salem Eid Yaqoob (Bahrain), dritter Vorlauf am 16. August bei einem Rückenwind von 0,3 m/s
- 20,49 s – Emmanuel Matadi (Liberia), dritter Vorlauf am 16. August bei einem Rückenwind von 0,3 m/s
- 20,63 s – Sibusiso Matsenjwa (Bahrain), dritter Vorlauf am 16. August bei einem Rückenwind von 0,3 m/s
- 20,20 s – Nery Brenes (Costa Rica), siebter Vorlauf am 16. August bei einem Rückenwind von 0,2 m/s
- 19,80 s – Andre De Grasse (Kanada), zweites Halbfinale am 17. August bei einem Gegenwind von 0,3 m/s

Anmerkung:
Alle Zeitangaben sind auf die Ortszeit Rio (UTC-3) bezogen.

## Vorrunde
Die Athleten traten insgesamt zu zehn Vorläufen an. Für das Halbfinale qualifizierten sich pro Lauf die ersten zwei Athleten (hellblau unterlegt). Darüber hinaus kamen die vier Zeitschnellsten, die sogenannten Lucky Loser (hellgrün unterlegt), weiter.

### Vorlauf 1
16. August 2016, 11:50 Uhr
Wind: +0,7 m/s
| Platz | Name                        | Nation         | Zeit (s) | Anmerkung                                         |
| ----- | --------------------------- | -------------- | -------- | ------------------------------------------------- |
| 1     | Alonso Edward               | Panama         | 20,19    |                                                   |
| 2     | Daniel Talbot               | Großbritannien | 20,27    |                                                   |
| 3     | Lykourgos-Stefanos Tsakonas | Griechenland   | 20,31    |                                                   |
| 4     | Femi Ogunode                | Katar          | 20,36    |                                                   |
| 5     | Jeremy Dodson               | Samoa          | 20,51    |                                                   |
| 6     | Jak Ali Harvey              | Türkei         | 20,58    |                                                   |
| 7     | Mosito Lehata               | Lesotho        | 20,65    |                                                   |
| DSQ   | Demetrius Pinder            | Bahamas        |          | Weltleichtathletikverband Regel 162.7 – Fehlstart |

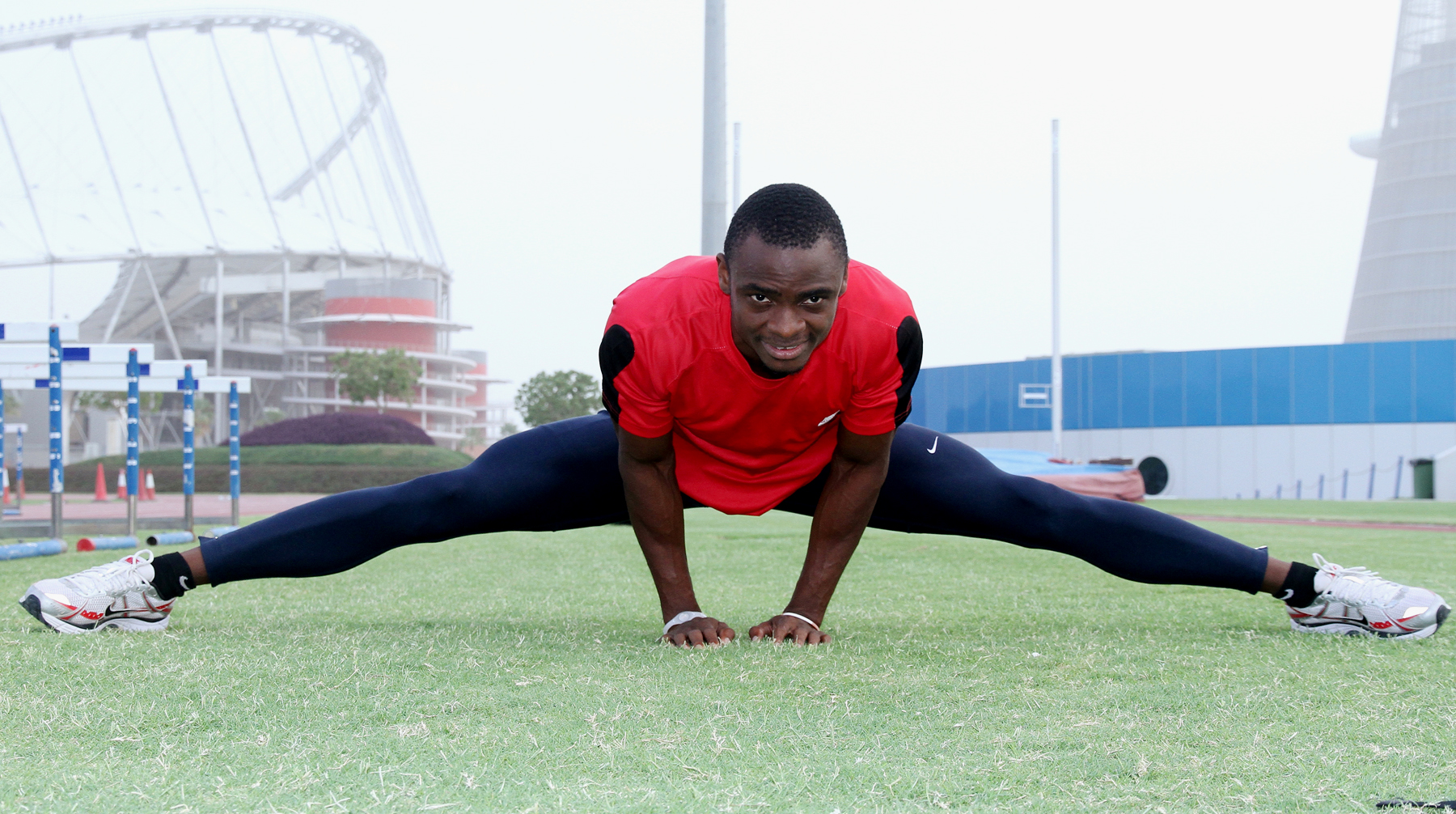
Femi Ogunode – ausgeschieden
als Vierter des ersten Vorlaufs

Weitere im ersten Vorlauf ausgeschiedene Sprinter:

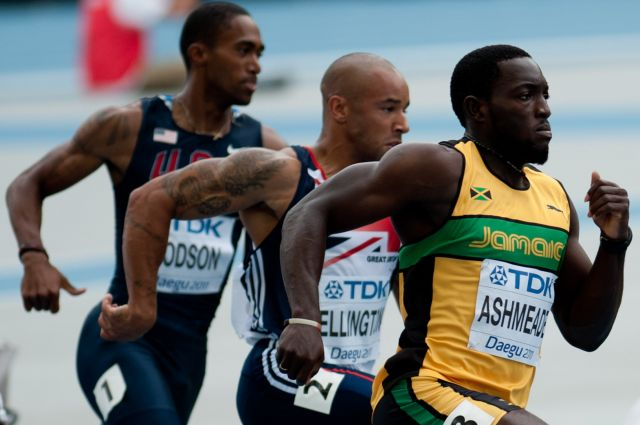
Jeremy Dodson (ganz links) – Rang fünf
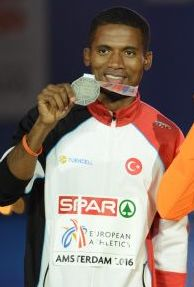
Jak Ali Harvey – Rang sechs
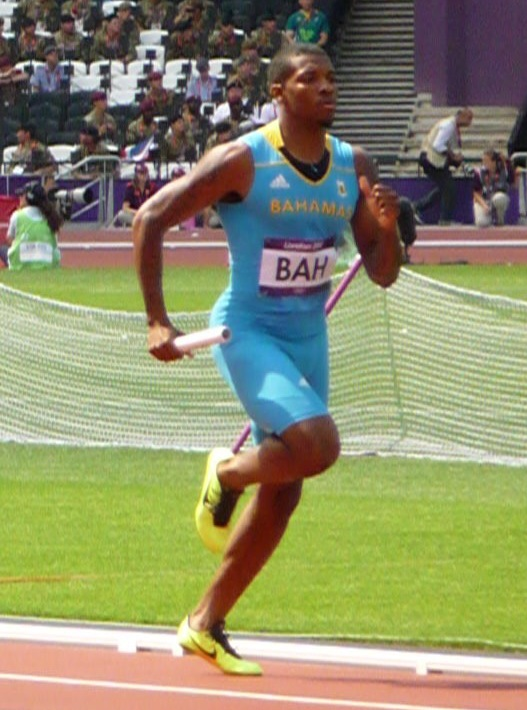
Demetrius Pinder – Disqualifikation nach Fehlstart

### Vorlauf 2

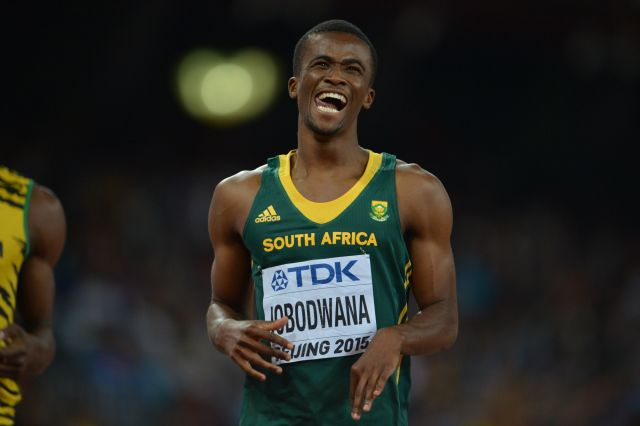
Anaso Jobodwana – ausgeschieden als Vierter des zweiten Vorlaufs
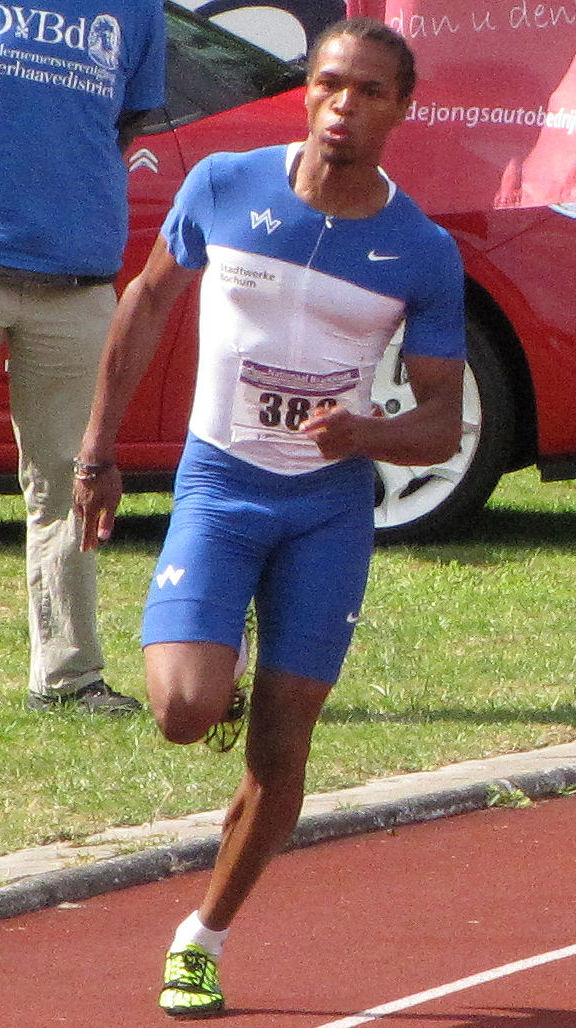
Robin Erewa – ausgeschieden als Fünfter des zweiten Vorlaufs
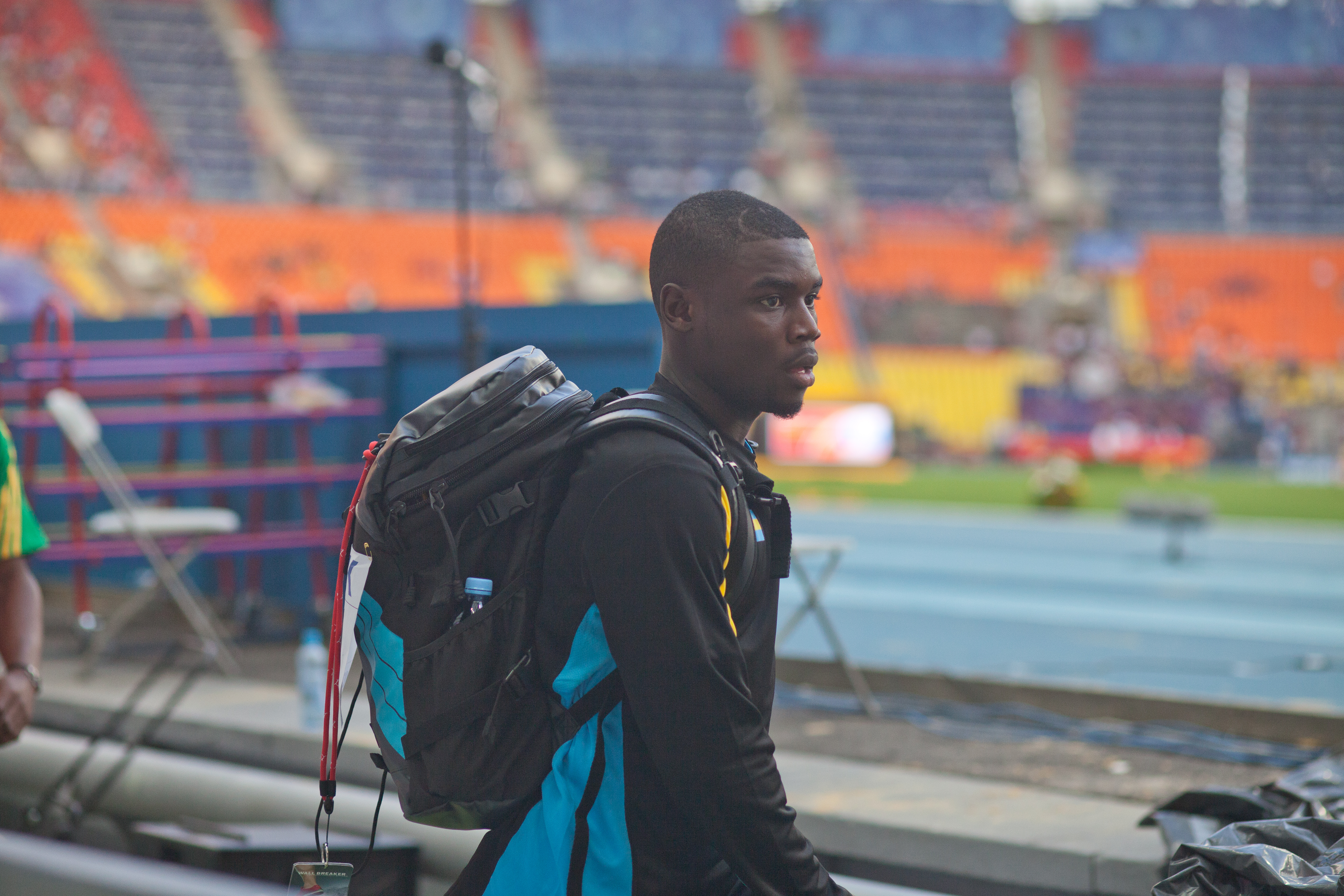
Shavez Hart – ausgeschieden als Siebter des zweiten Vorlaufs

16. August 2016, 11:57 Uhr
Wind: −0,2 m/s
| Platz | Name             | Nation      | Zeit (s) |
| ----- | ---------------- | ----------- | -------- |
| 1     | Bruno Hortelano  | Spanien     | 20,12    |
| 2     | Yohan Blake      | Jamaika     | 20,13    |
| 3     | Ameer Webb       | USA         | 20,31    |
| 4     | Anaso Jobodwana  | Südafrika   | 20,53    |
| 5     | Robin Erewa      | Deutschland | 20,61    |
| 6     | Emmanuel Dasor   | Ghana       | 20,65    |
| 7     | Shavez Hart      | Bahamas     | 20,74    |
| 8     | Bernardo Baloyes | Kolumbien   | 20,78    |

### Vorlauf 3
16. August 2016, 12:04 Uhr
Wind: +0,3 m/s
| Platz | Name               | Nation    | Zeit (s) | Anmerkung |
| ----- | ------------------ | --------- | -------- | --------- |
| 1     | Salem Eid Yaqoob   | Bahrain   | 20,19    | NR        |
| 2     | Ramil Guliyev      | Türkei    | 20,23    |           |
| 3     | Aaron Brown        | Kanada    | 20,23    |           |
| 4     | Shōta Iizuka       | Japan     | 20,49    |           |
| 5     | Emmanuel Matadi    | Liberia   | 20,49    | NR        |
| 6     | Sibusiso Matsenjwa | Swasiland | 20,63    | NR        |
| 7     | Levi Cadogan       | Barbados  | 21,02    |           |
| 8     | Tega Odele         | Nigeria   | 21,25    |           |

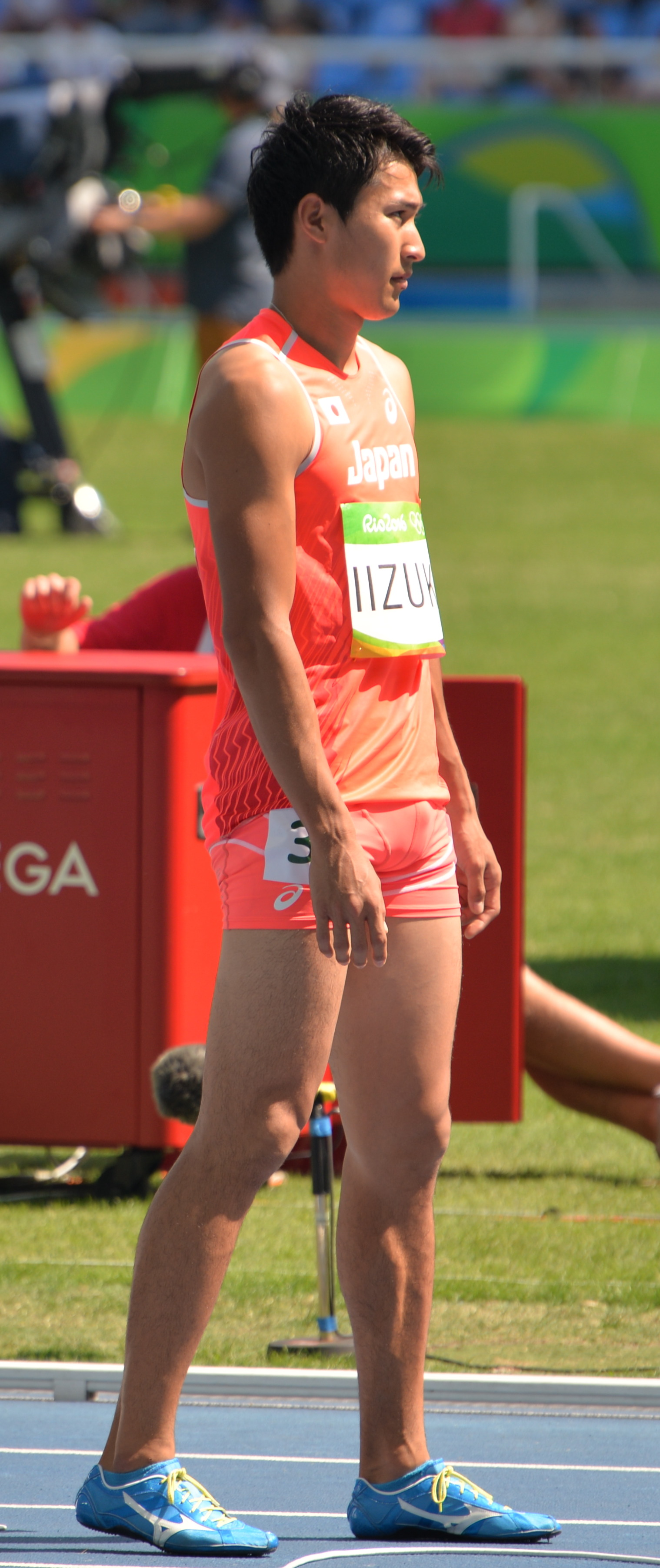
Shōta Iizuka – ausgeschieden als Vierter des dritten Vorlaufs

Weitere im dritten Vorlauf ausgeschiedene Sprinter:

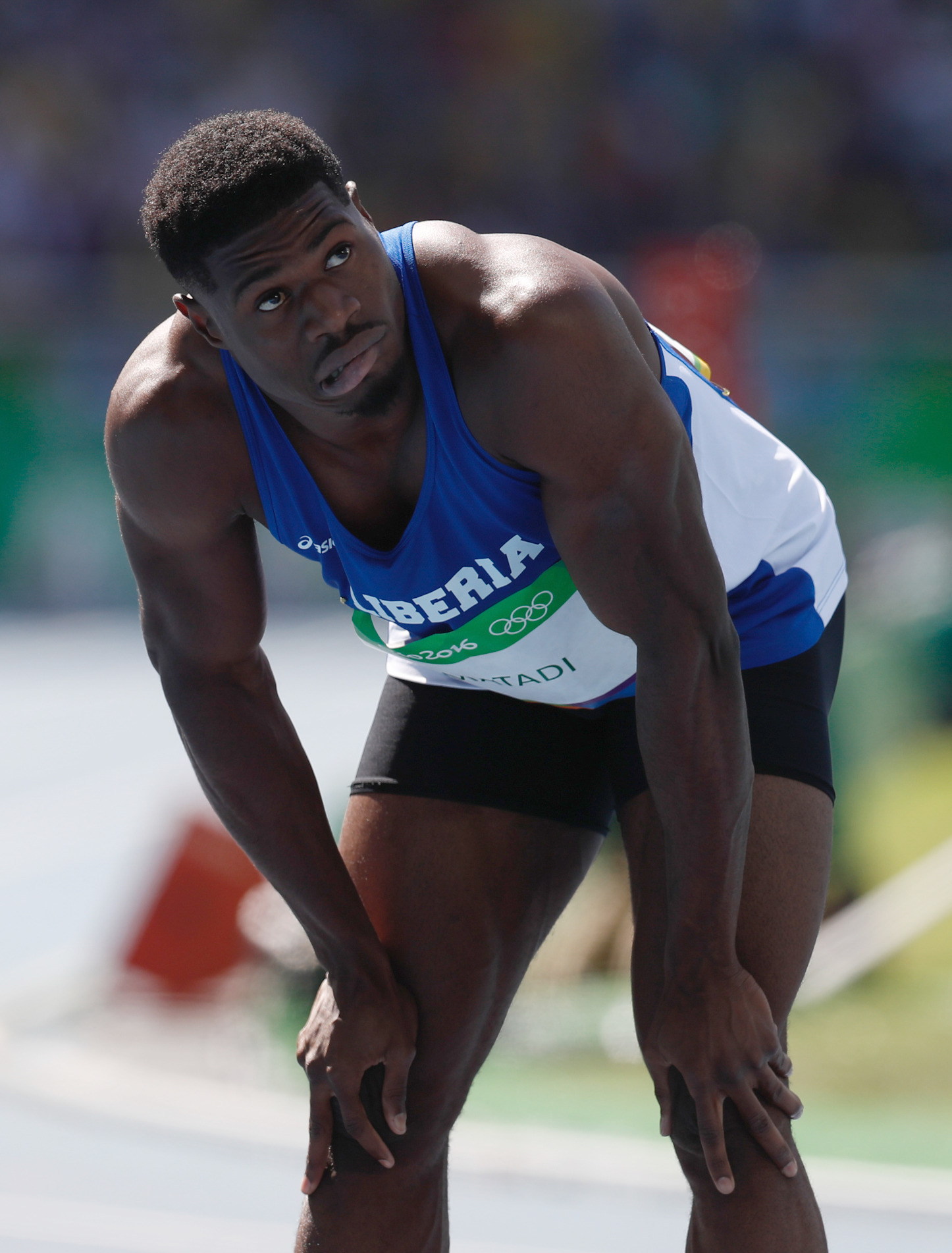
Emmanuel Matadi – Rang fünf
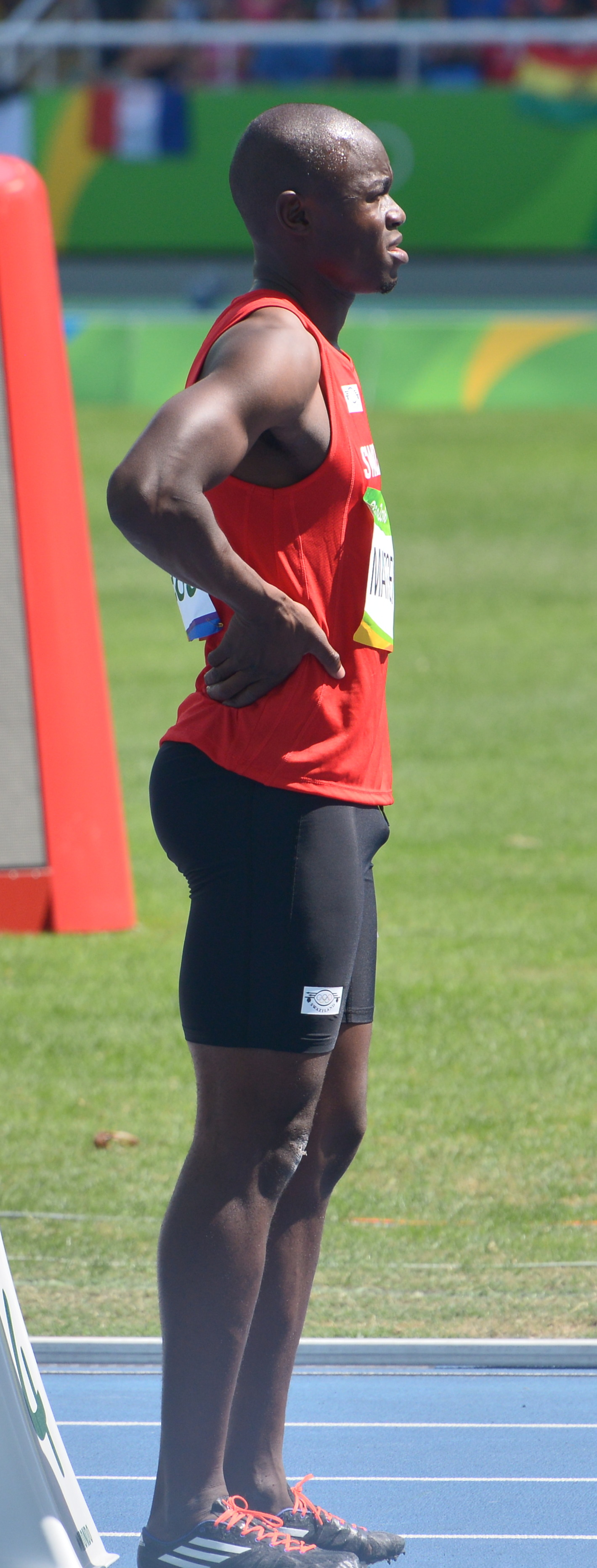
Sibusiso Matsenjwa – Rang sechs
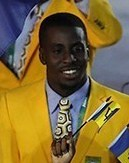
Levi Cadogan – Rang sieben
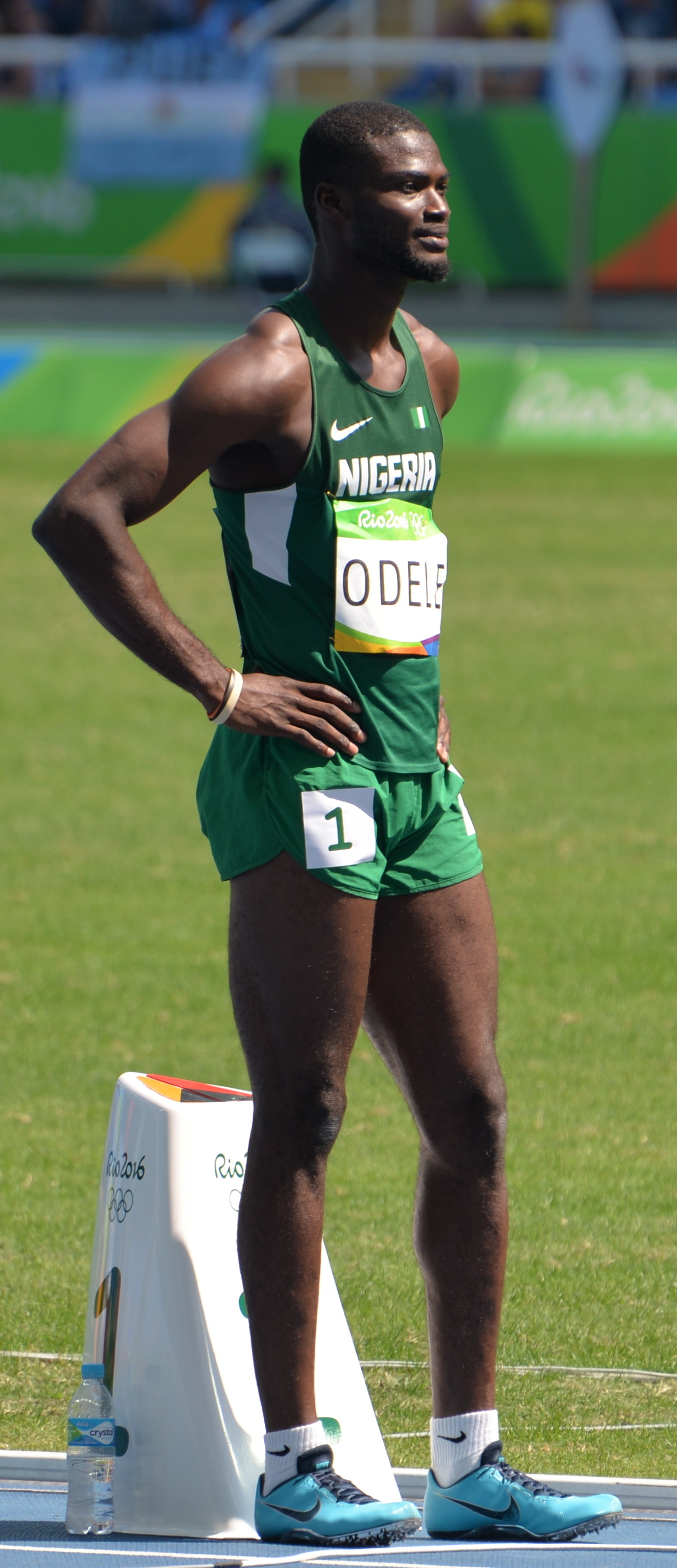
Tega Odele – Rang acht

### Vorlauf 4

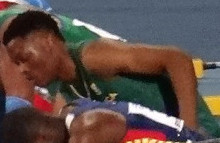
Tlotliso Leotlela – ausgeschieden als Vierter des vierten Vorlaufs
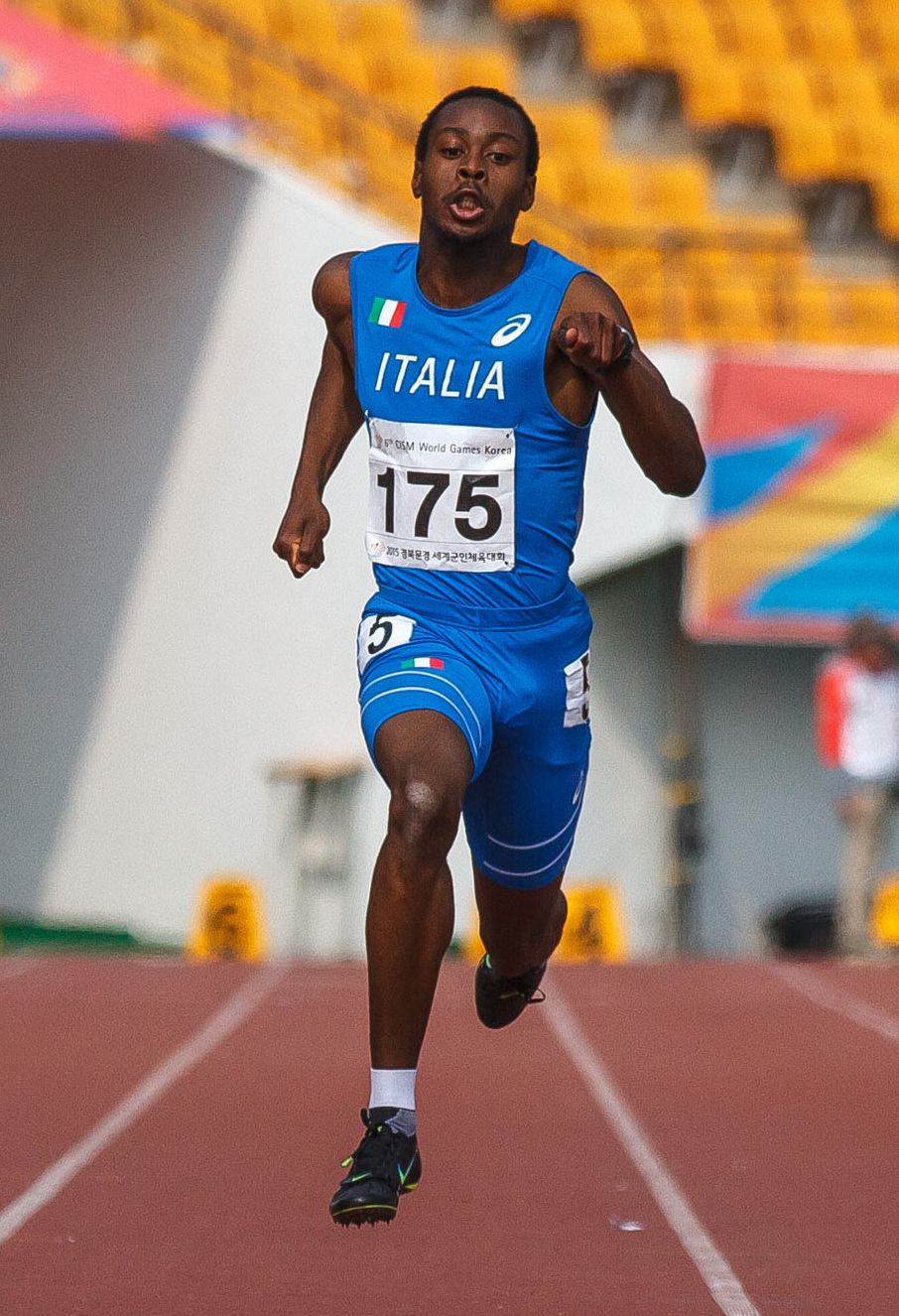
Eseosa Desalu – ausgeschieden als Fünfter des vierten Vorlaufs

16. August 2016, 12:11 Uhr
Wind: ±0,0 m/s
| Platz | Name                | Nation              | Zeit (s) |
| ----- | ------------------- | ------------------- | -------- |
| 1     | José Carlos Herrera | Mexiko              | 20,29    |
| 2     | Roberto Skyers      | Kuba                | 20,44    |
| 3     | Jorge Vides         | Brasilien           | 20,50    |
| 4     | Tlotliso Leotlela   | Südafrika           | 20,59    |
| 5     | Eseosa Desalu       | Italien             | 20,65    |
| 6     | Teray Smith         | Bahamas             | 20,66    |
| 7     | Didier Kiki         | Benin               | 22,27    |
| DNS   | Miguel Francis      | Antigua und Barbuda |          |

### Vorlauf 5
16. August 2016, 12:18 Uhr
Wind: −1,5 m/s
| Platz | Name                 | Nation                  | Zeit (s) |
| ----- | -------------------- | ----------------------- | -------- |
| 1     | Justin Gatlin        | USA                     | 20,42    |
| 2     | Matteo Galvan        | Italien                 | 20,58    |
| 3     | Ramon Gittens        | Barbados                | 20,58    |
| 4     | Serhij Smelyk        | Ukraine                 | 20,66    |
| 5     | Aleixo-Platini Menga | Deutschland             | 20,80    |
| 6     | Kenji Fujimitsu      | Japan                   | 20,86    |
| 7     | Yancarlos Martínez   | Dominikanische Republik | 22,97    |

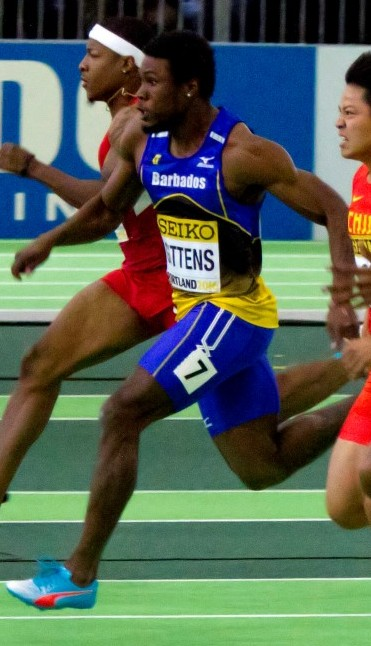
Ramon Gittens – ausgeschieden als Dritter des fünften Vorlaufs

Weitere im fünften Vorlauf ausgeschiedene Sprinter:

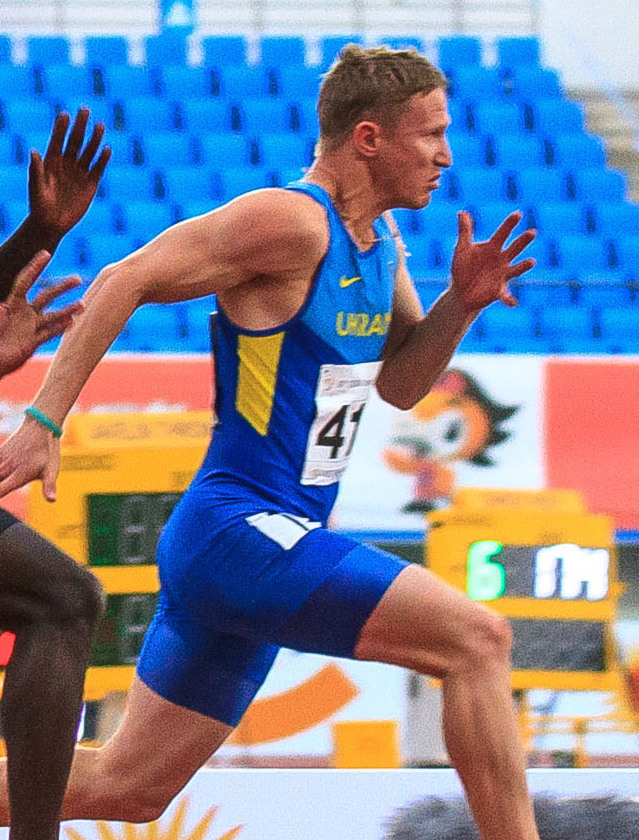
Serhij Smelyk – Rang vier
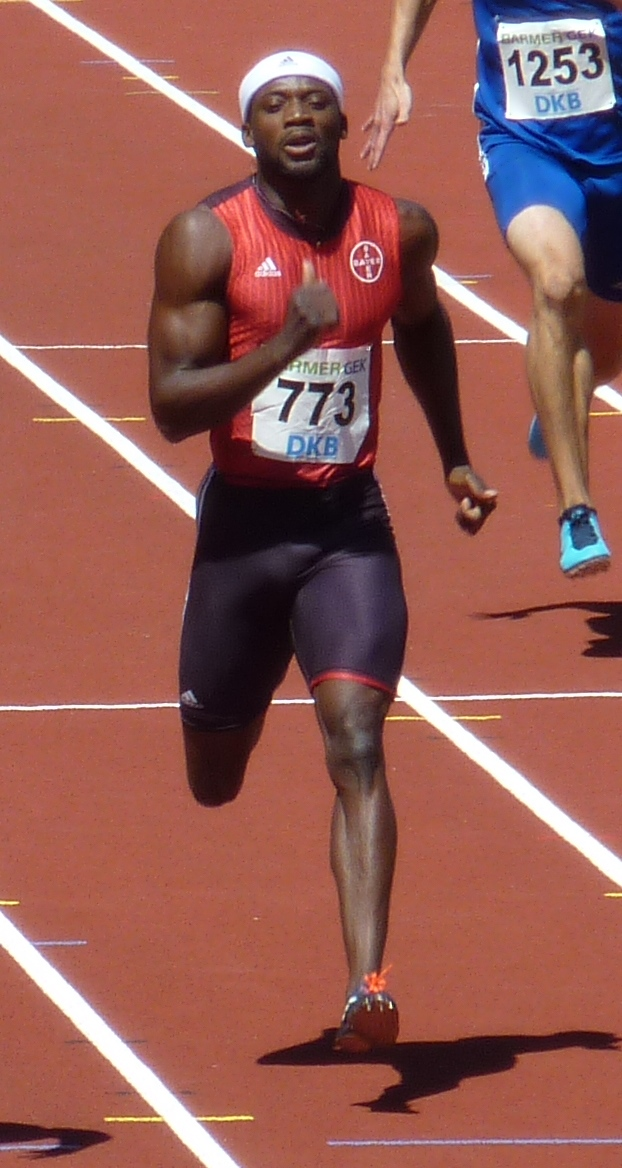
Aleixo-Platini Menga – Rang fünf
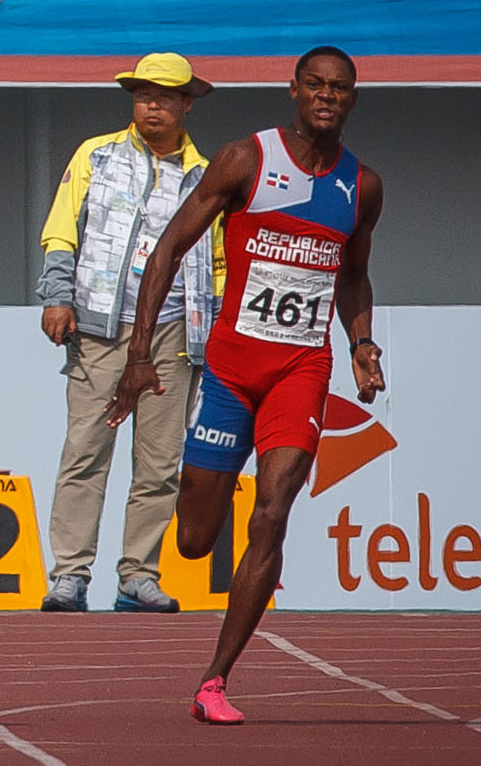
Yancarlos Martínez – Rang sieben

### Vorlauf 6

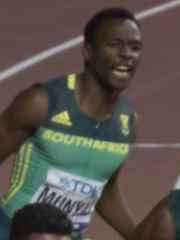
Clarence Munyai – ausgeschieden als Dritter des sechsten Vorlaufs
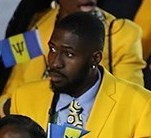
Burkheart Ellis – ausgeschieden als Vierter des sechsten Vorlaufs
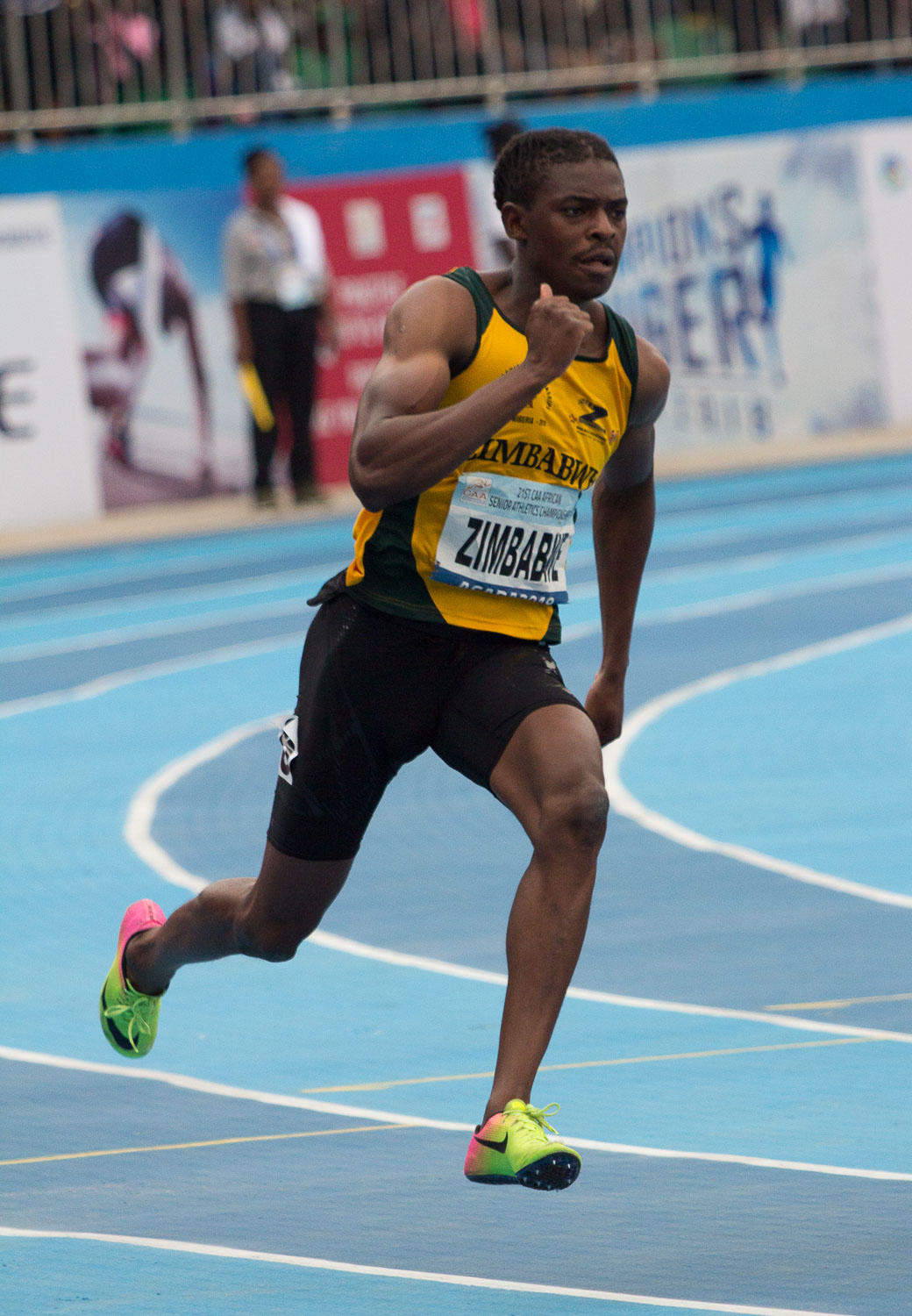
Tatenda Tsumba – ausgeschieden als Sechster des sechsten Vorlaufs

16. August 2016, 12:25 Uhr
Wind: +0,4 m/s
| Platz | Name             | Nation          | Zeit (s) |
| ----- | ---------------- | --------------- | -------- |
| 1     | Nickel Ashmeade  | Jamaika         | 20,15    |
| 2     | Adam Gemili      | Großbritannien  | 20,20    |
| 3     | Clarence Munyai  | Südafrika       | 20,66    |
| 4     | Burkheart Ellis  | Barbados        | 20,74    |
| 5     | Alex Hartmann    | Australien      | 21,02    |
| 6     | Tatenda Tsumba   | Simbabwe        | 21,04    |
| 7     | Rolando Palacios | Honduras        | 21,32    |
| 8     | Theo Piniau      | Papua-Neuguinea | 22,14    |

### Vorlauf 7
16. August 2016, 12:32 Uhr
Wind: +0,2 m/s
| Platz | Name             | Nation      | Zeit (s) | Anmerkung |
| ----- | ---------------- | ----------- | -------- | --------- |
| 1     | Nery Brenes      | Costa Rica  | 20,20    | NR        |
| 2     | Churandy Martina | Niederlande | 20,29    |           |
| 3     | Brendon Rodney   | Kanada      | 20,34    |           |
| 4     | Davide Manenti   | Italien     | 20,51    |           |
| 5     | Adama Jammeh     | Gambia      | 20,55    |           |
| 6     | Harold Houston   | Bermuda     | 20,85    |           |
| 7     | Fabrice Dabla    | Togo        | 21,63    |           |
| DNS   | Mike Nyang'au    | Kenia       |          |           |

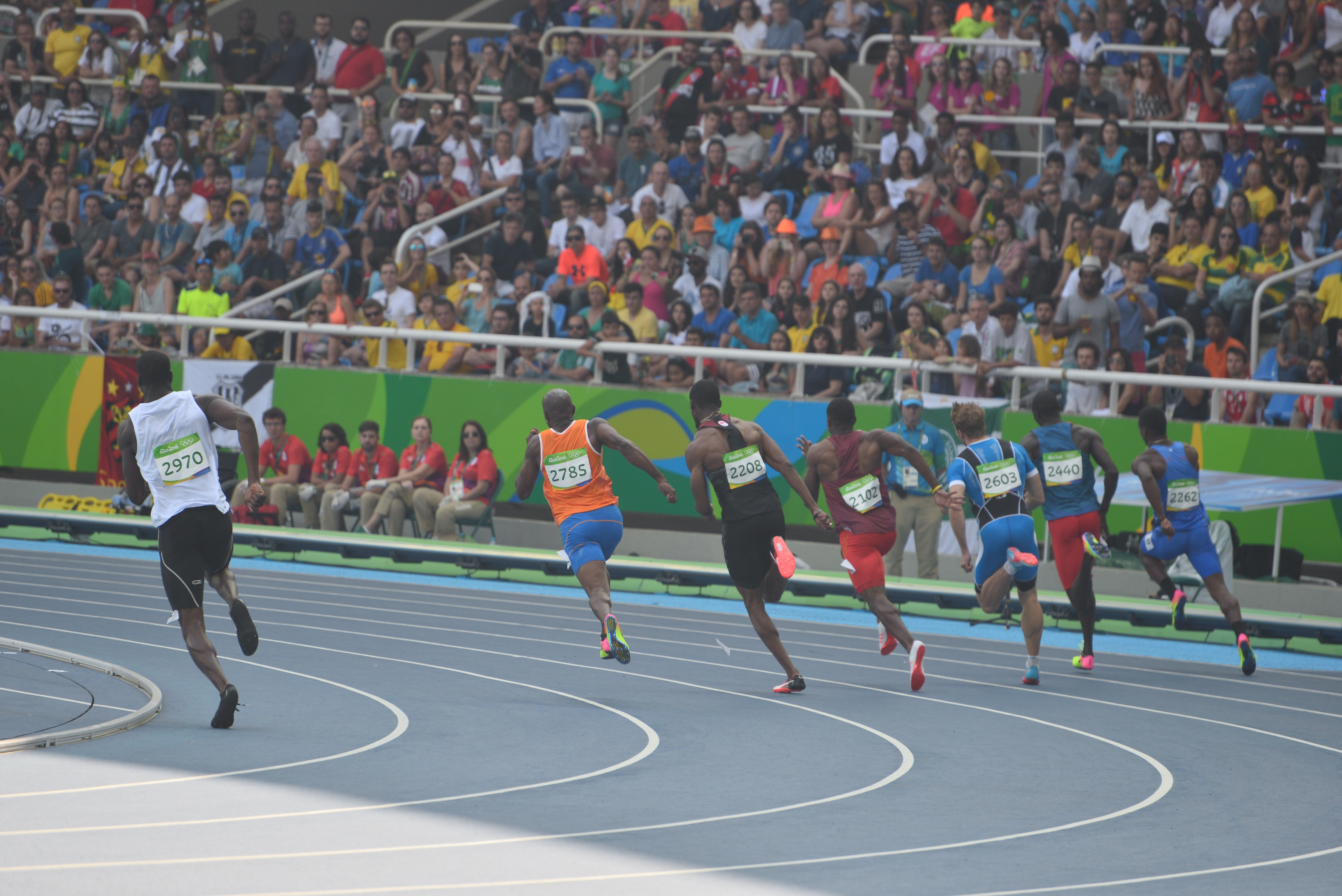
Vorlauf 7 nach dem Start:
Fabrice Dabla (2970), Churandy Martina (2785), Brendon Rodney (2208), Harold Houston (2102), Davide Manenti (2603), Adama Jammeh (2440), Nery Brenes (2262)

Im siebten Vorlauf ausgeschiedene Sprinter:

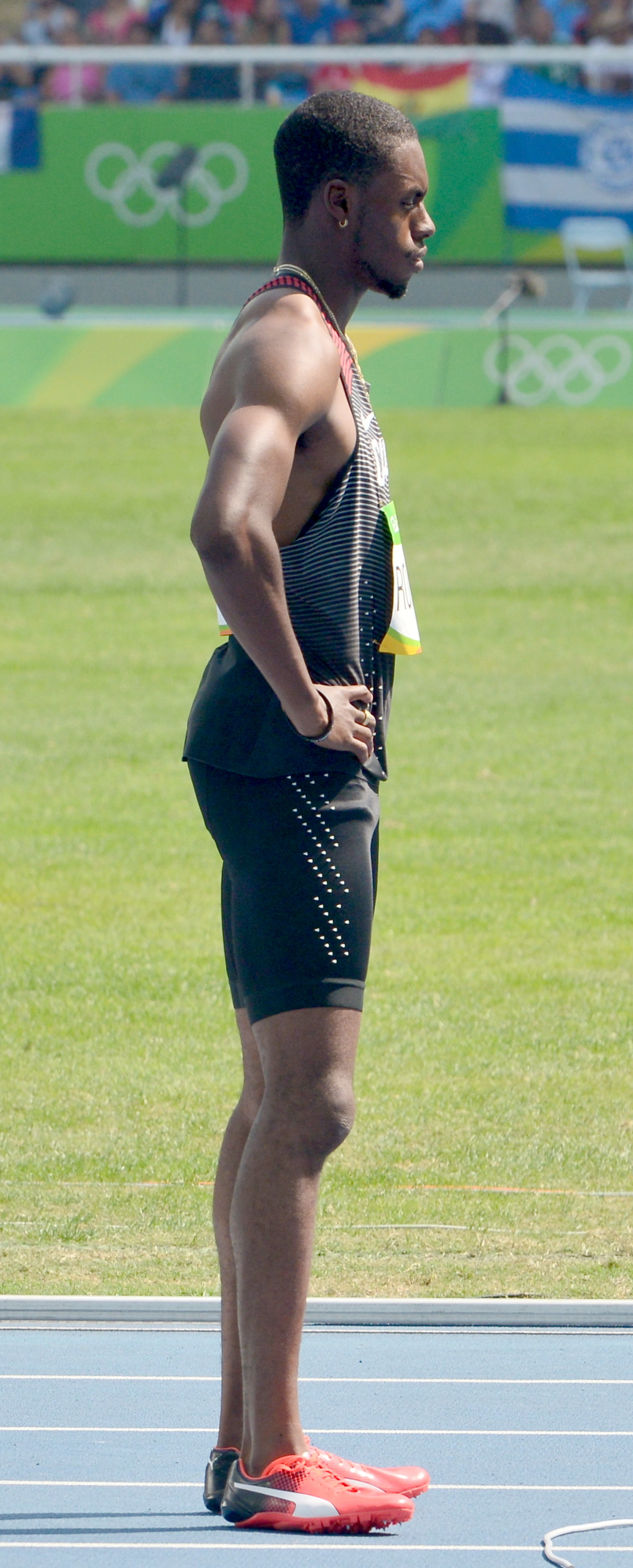
Brendon Rodney – Rang drei
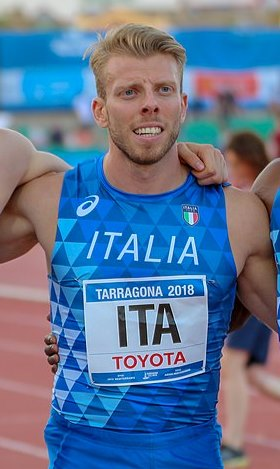
Davide Manenti – Rang vier
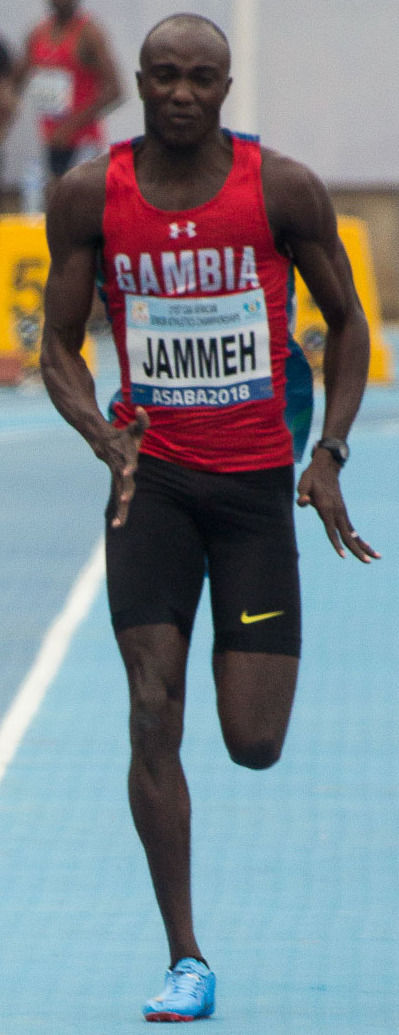
Adama Jammeh – Rang fünf
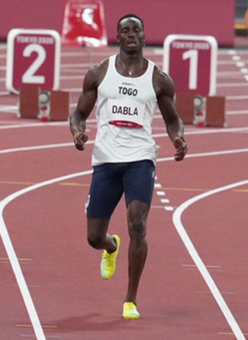
Fabrice Dabla – Rang sieben

### Vorlauf 8
16. August 2016, 12:39 Uhr
Wind: +0,4 m/s
| Platz | Name                | Nation      | Zeit (s) |
| ----- | ------------------- | ----------- | -------- |
| 1     | LaShawn Merritt     | USA         | 20,15    |
| 2     | Christophe Lemaitre | Frankreich  | 20,28    |
| 3     | Julian Reus         | Deutschland | 20,39    |
| 4     | Reynier Mena        | Kuba        | 20,42    |
| 5     | Karol Zalewski      | Polen       | 20,54    |
| 6     | Bruno de Barros     | Brasilien   | 20,59    |
| 7     | Ihor Bodrow         | Ukraine     | 20,86    |
| 8     | Carvin Nkanata      | Kenia       | 21,43    |

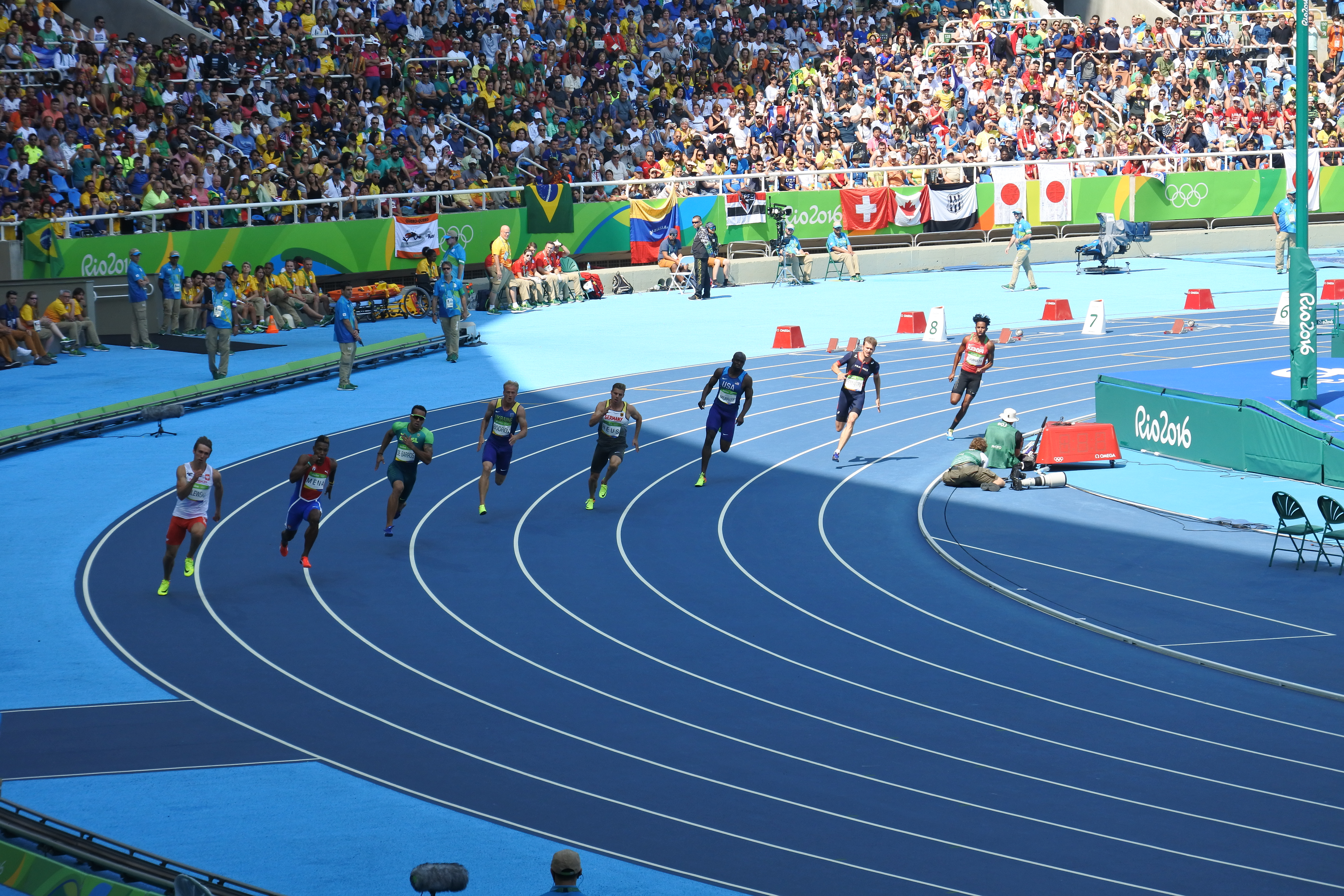
Vorlauf 8 (v. r. n. l.):
Carvin Nkanata, Christophe Lemaitre, LaShawn Merritt, Julian Reus, Ihor de Bodrow, Bruno Barros, Reynier Mena, Karol Zalewski

Im achten Vorlauf ausgeschiedene Sprinter:

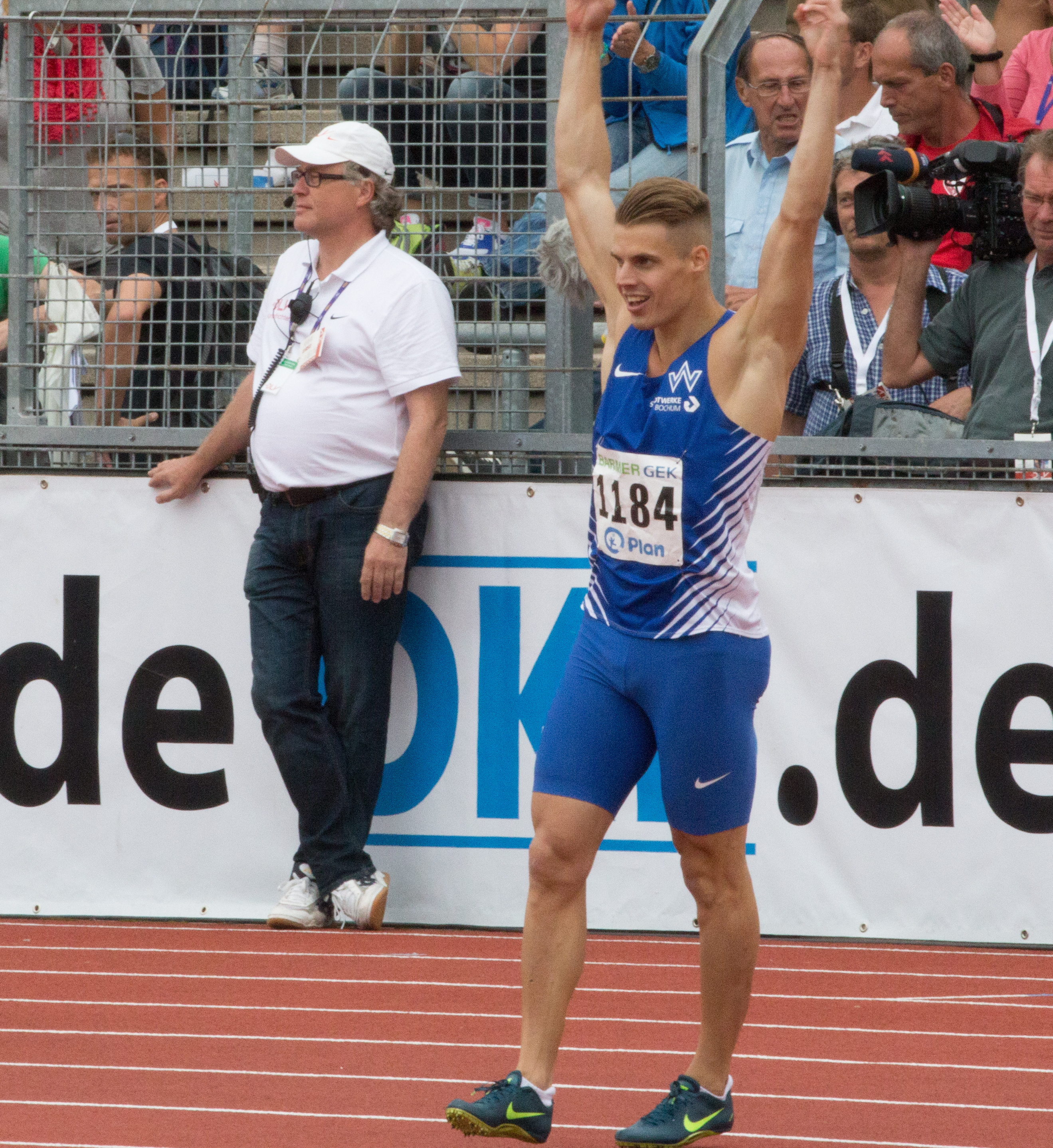
Julian Reus – Rang drei
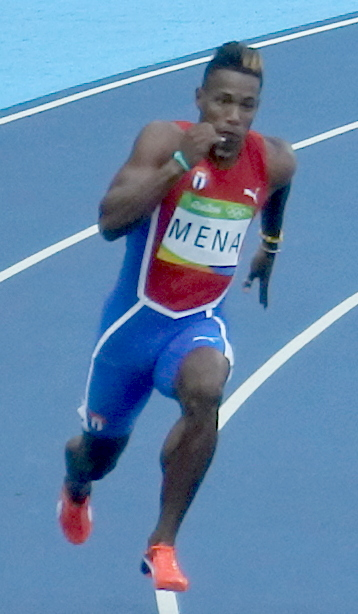
Reynier Mena – Rang vier
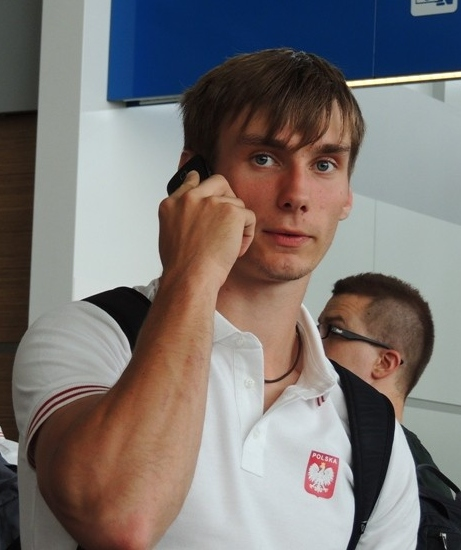
Karol Zalewski – Rang fünf

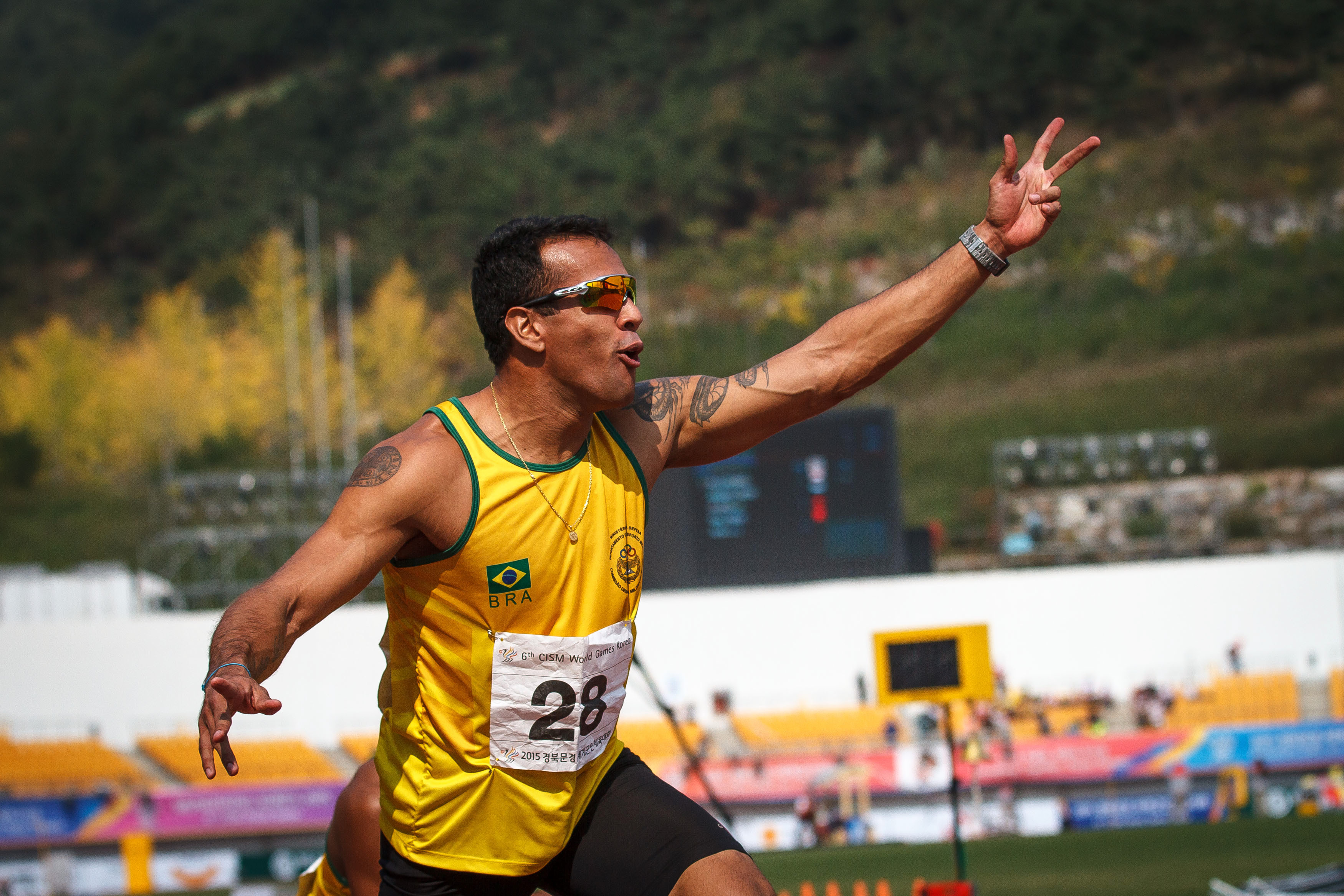
Bruno de Barros – Rang sechs
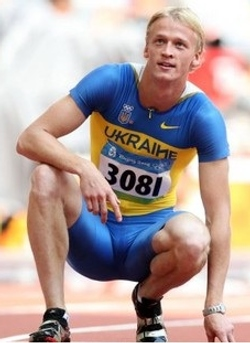
Ihor Bodrow – Rang sieben
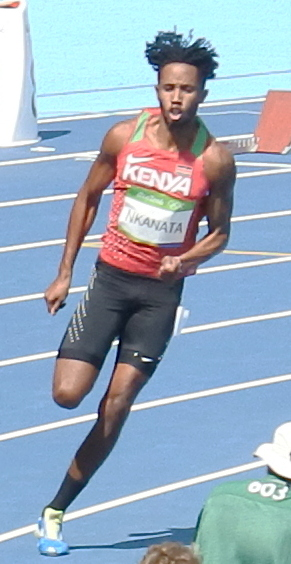
Carvin Nkanata – Rang acht

### Vorlauf 9
16. August 2016, 12:46 Uhr
Wind: +0,6 m/s
| Platz | Name                | Nation              | Zeit (s) |
| ----- | ------------------- | ------------------- | -------- |
| 1     | Usain Bolt          | Jamaika             | 20,28    |
| 2     | Divine Oduduru      | Nigeria             | 20,34    |
| 3     | Solomon Bockarie    | Niederlande         | 20,42    |
| 4     | Kyle Greaux         | Trinidad und Tobago | 20,61    |
| 5     | Jonathan Borlée     | Belgien             | 20,64    |
| 6     | Kei Takase          | Japan               | 20,71    |
| 7     | Ahmed Ali           | Sudan               | 20,78    |
| 7     | Jaysuma Saidy Ndure | Norwegen            | 20,78    |

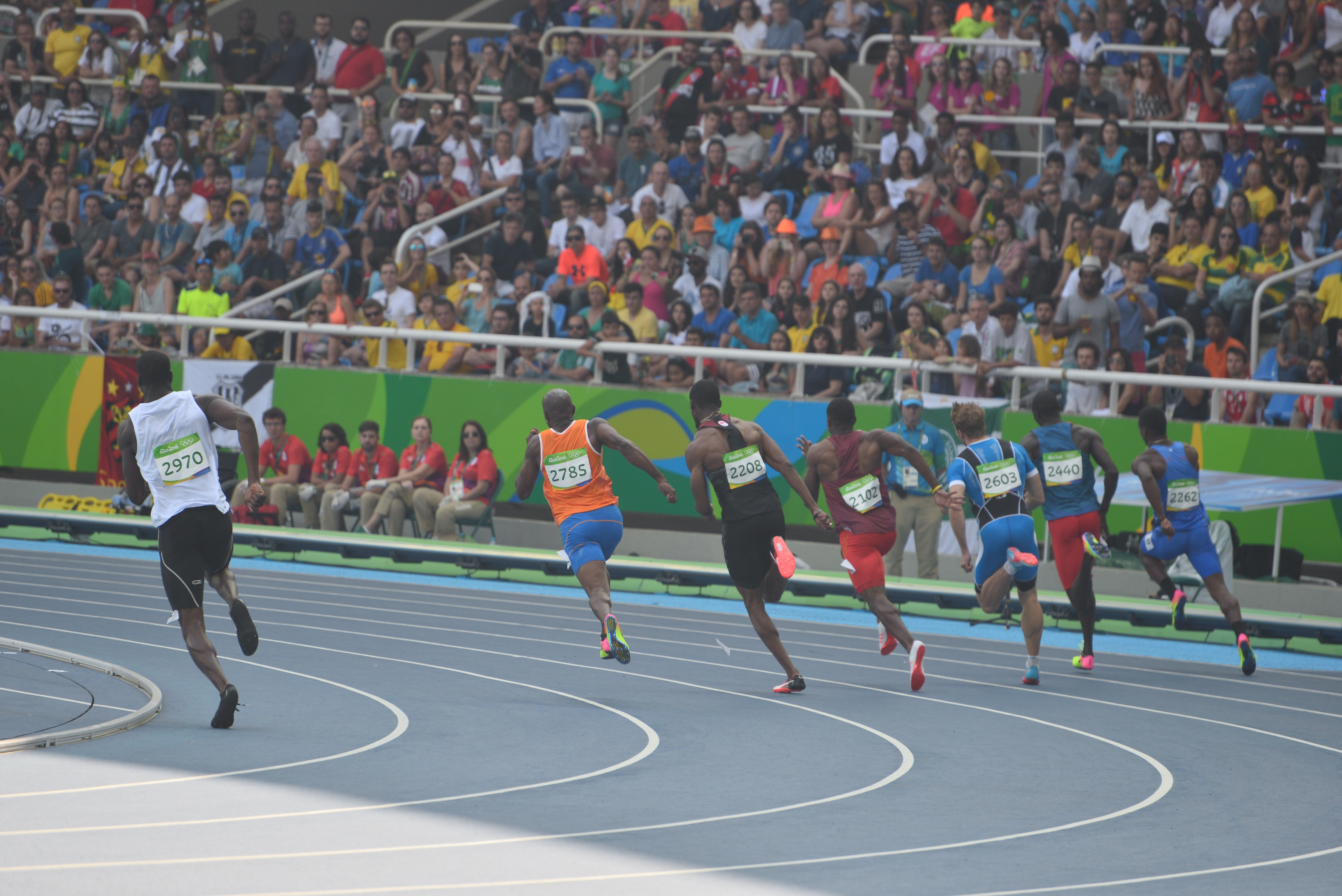
Vorlauf 9 nach dem Start:
Kei Takase (2660), Solomon Bockarie (2779), Jonathan Borlée (2088), Usain Bolt (2612), Jaysuma Saidy Ndure (2805), Kyle Greaux (2981), Divine Oduduru (2796)

Im neunten Vorlauf ausgeschiedene Sprinter:

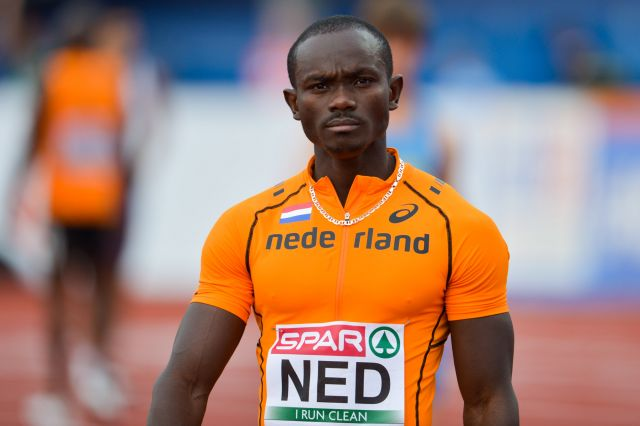
Solomon Bockarie – Rang drei
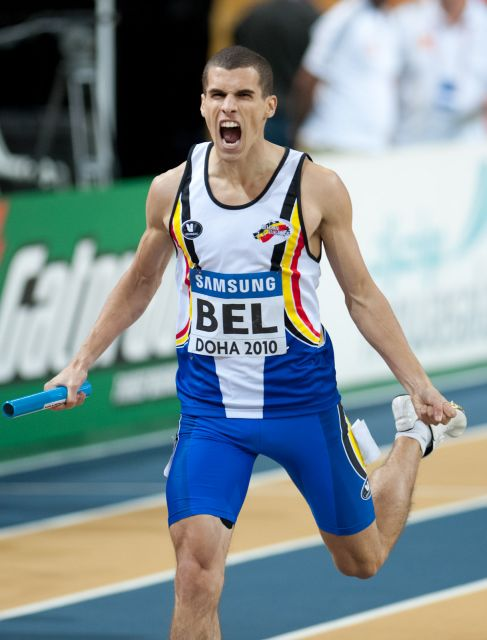
Jonathan Borlée – Rang fünf
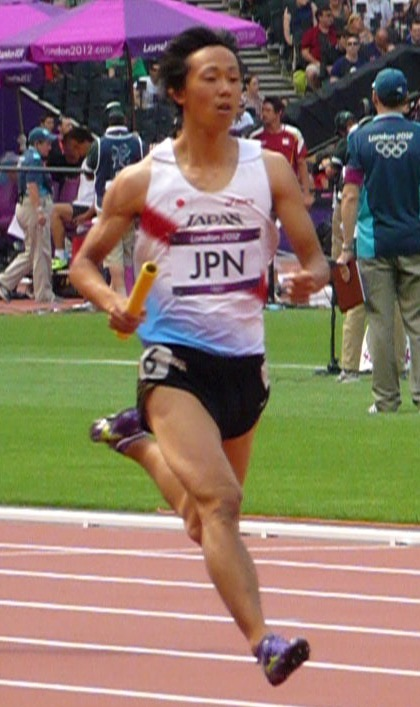
Kei Takase – Rang sechs
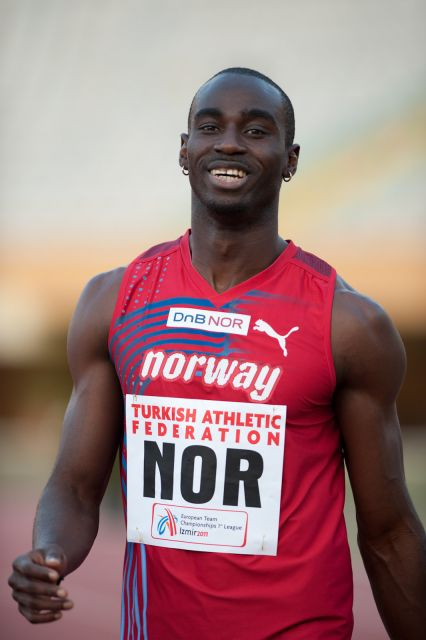
Jaysuma Saidy Ndure – geteilter siebter Rang

### Vorlauf 10
- HuaWilfried Koffi – ausgeschieden
als Vierter des zehnten Vorlaufs
- Antoine Adams – ausgeschieden
als Fünfter des zehnten Vorlaufs

16. August 2016, 12:53 Uhr
Wind: +1,0 m/s
| Platz | Name                     | Nation                  | Zeit (s) |
| ----- | ------------------------ | ----------------------- | -------- |
| 1     | Andre De Grasse          | Kanada                  | 20,09    |
| 2     | Nethaneel Mitchell-Blake | Großbritannien          | 20,24    |
| 3     | Rondel Sorrillo          | Trinidad und Tobago     | 20,27    |
| 4     | Hua Wilfried Koffi       | Elfenbeinküste          | 20,48    |
| 5     | Antoine Adams            | St. Kitts und Nevis     | 20,49    |
| 6     | Stanly del Carmen        | Dominikanische Republik | 20,55    |
| 7     | Aldemir da Silva Júnior  | Brasilien               | 20,80    |
| 8     | Brandon Jones            | Belize                  | 21,49    |

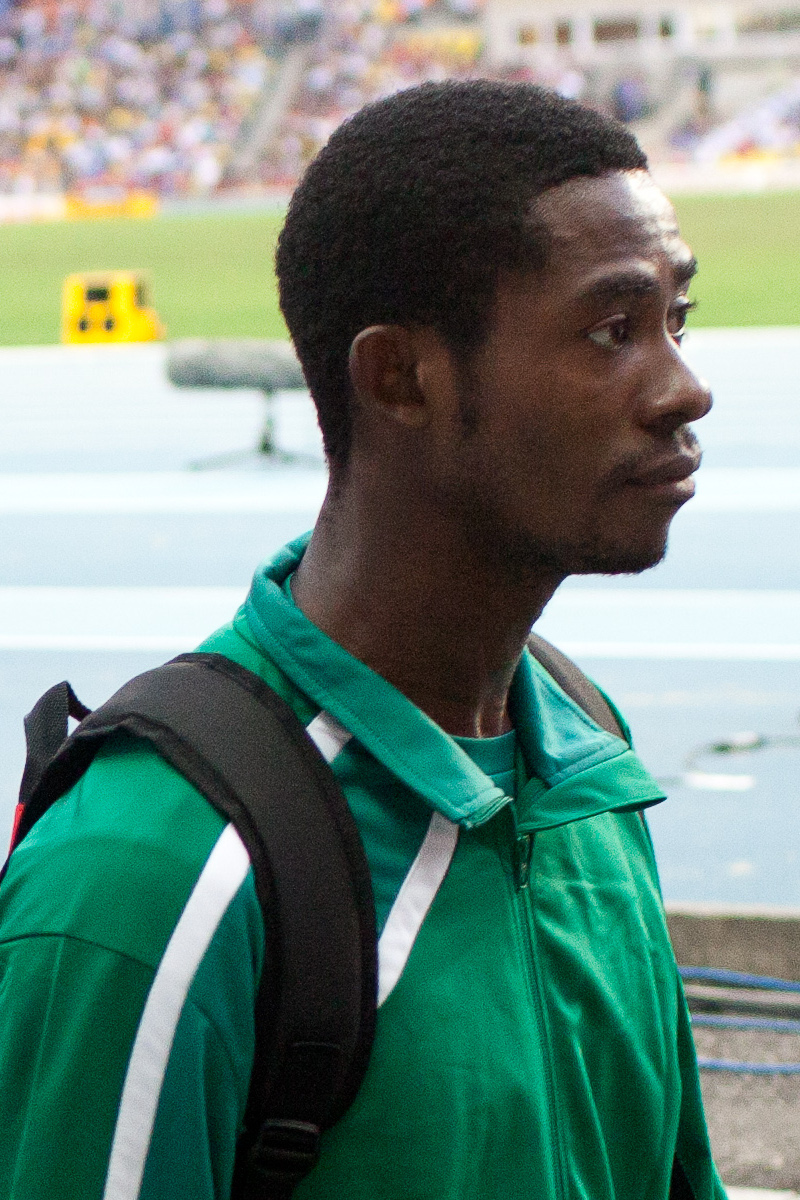
HuaWilfried Koffi – ausgeschieden als Vierter des zehnten Vorlaufs
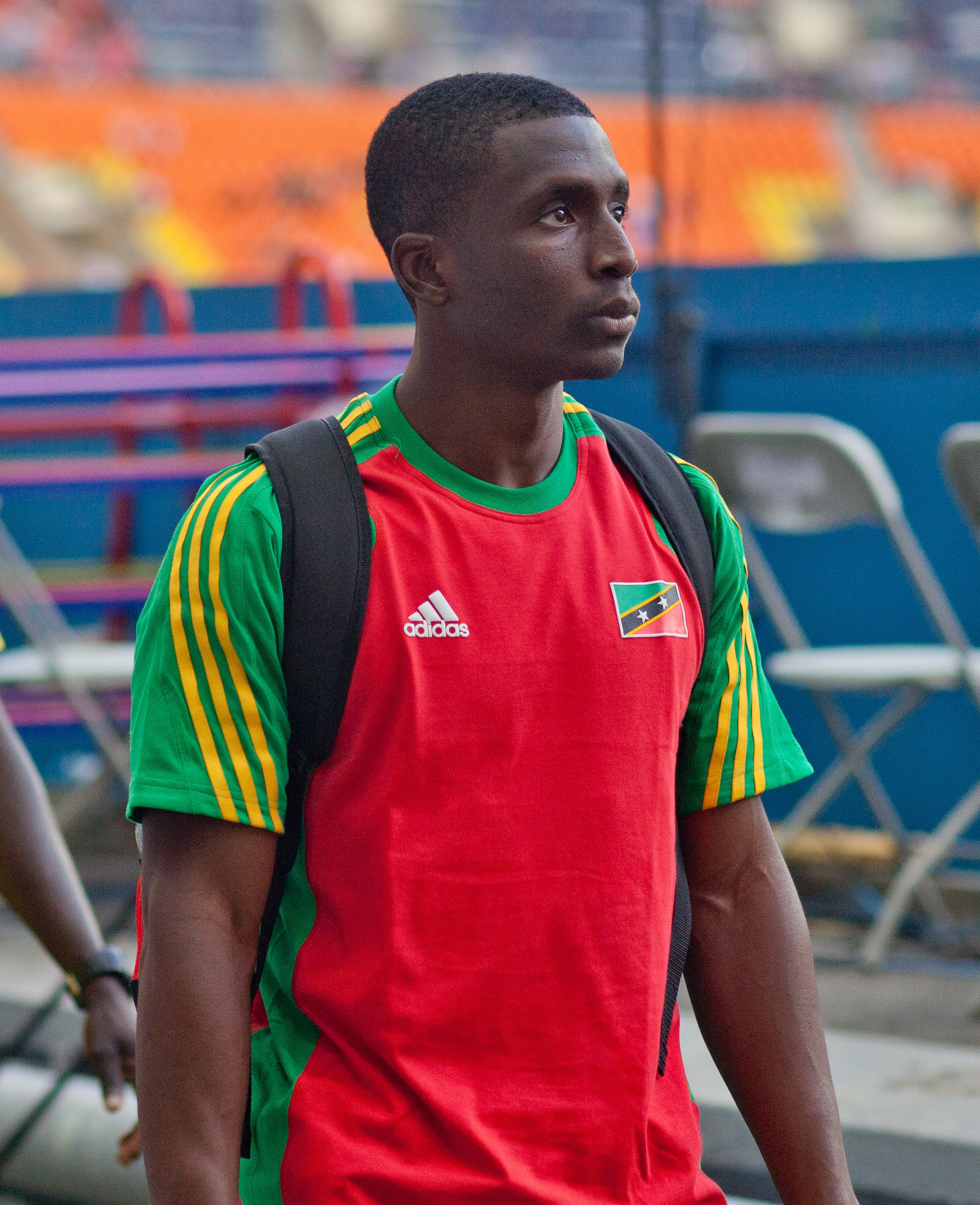
Antoine Adams – ausgeschieden als Fünfter des zehnten Vorlaufs

Weitere im zehnten Vorlauf ausgeschiedene Sprinter:

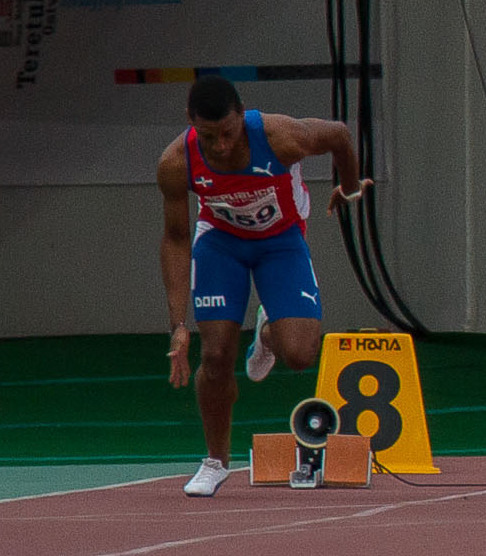
Stanly del Carmen – Rang sechs
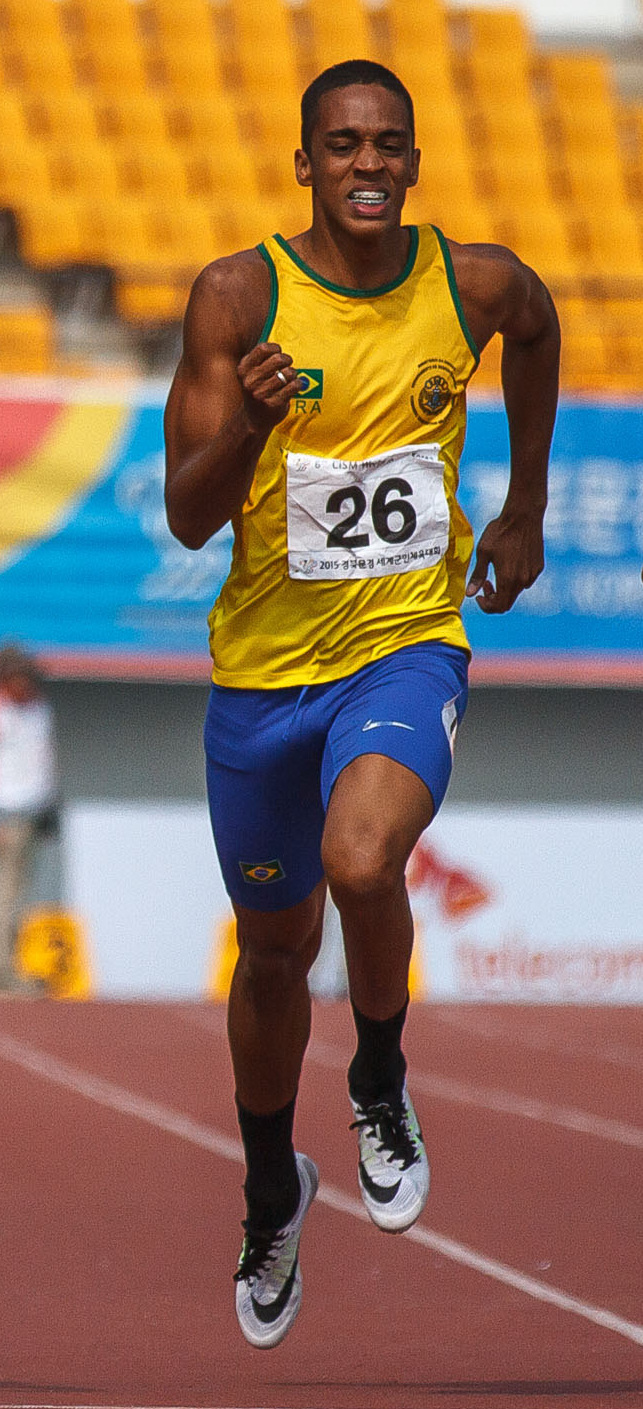
Aldemir da Silva Júnior – Rang sieben
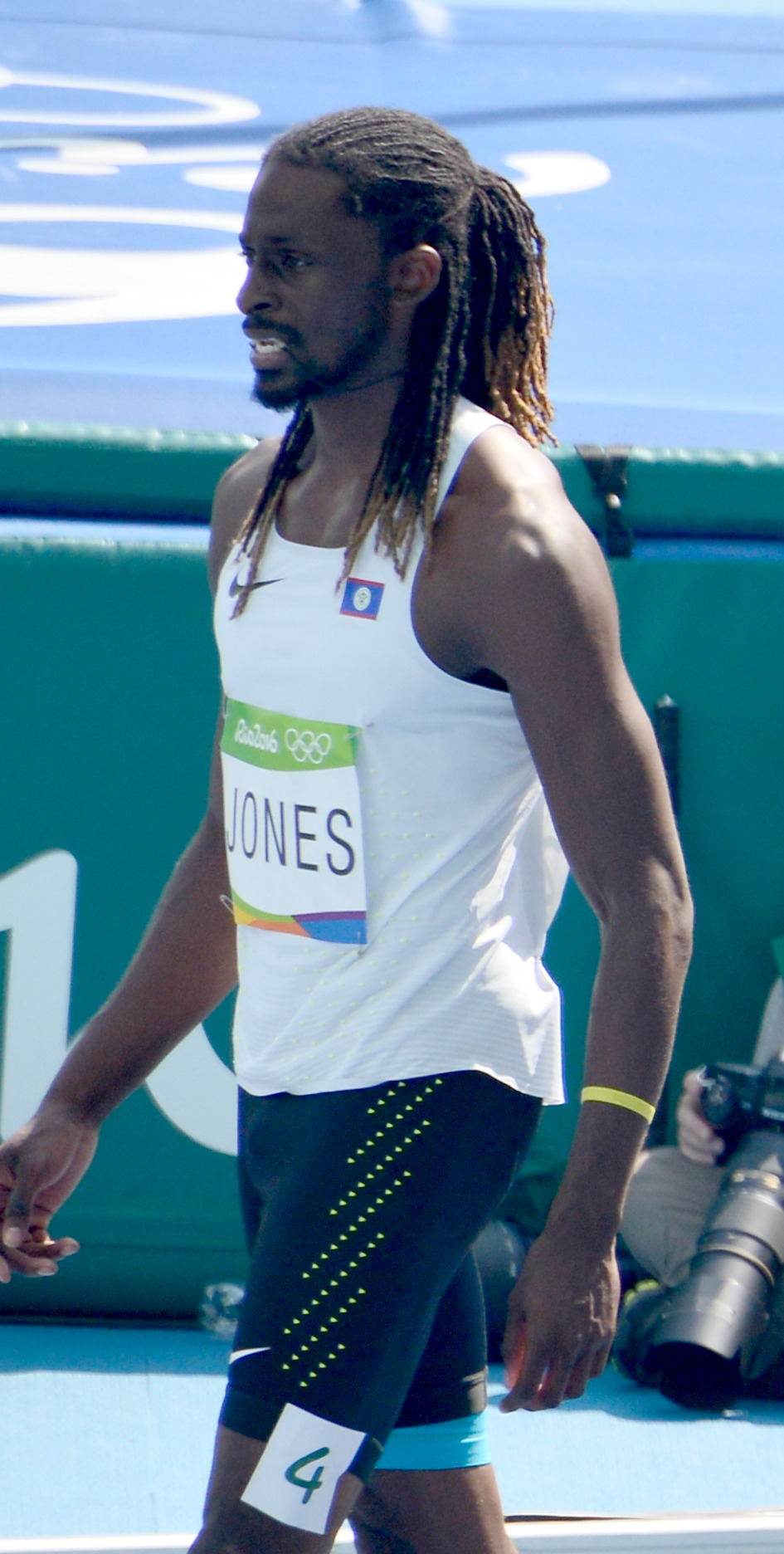
Brandon Jones – Rang acht

## Halbfinale
In den drei Halbfinalläufen qualifizierten sich die jeweils ersten zwei Athleten für das Finale (hellblau unterlegt). Darüber hinaus kamen die zwei Zeitschnellsten, die sogenannten Lucky Loser (hellgrün unterlegt), weiter.

### Lauf 1
- Daniel Talbot – ausgeschieden
als Dritter des ersten Halbfinals
- Nickel Ashmeade – ausgeschieden
als Vierter des ersten Halbfinals

17. August 2016, 22:00 Uhr
Wind: −0,4 m/s
| Platz | Name                | Nation              | Zeit (s) |
| ----- | ------------------- | ------------------- | -------- |
| 1     | LaShawn Merritt     | USA                 | 19,94    |
| 2     | Christophe Lemaitre | Frankreich          | 20,01    |
| 3     | Daniel Talbot       | Großbritannien      | 20,25    |
| 4     | Nickel Ashmeade     | Jamaika             | 20,31    |
| 5     | Rondel Sorrillo     | Trinidad und Tobago | 20,33    |
| 6     | Nery Brenes         | Costa Rica          | 20,33    |
| 7     | Aaron Brown         | Kanada              | 20,37    |
| 8     | José Carlos Herrera | Mexiko              | 20,48    |

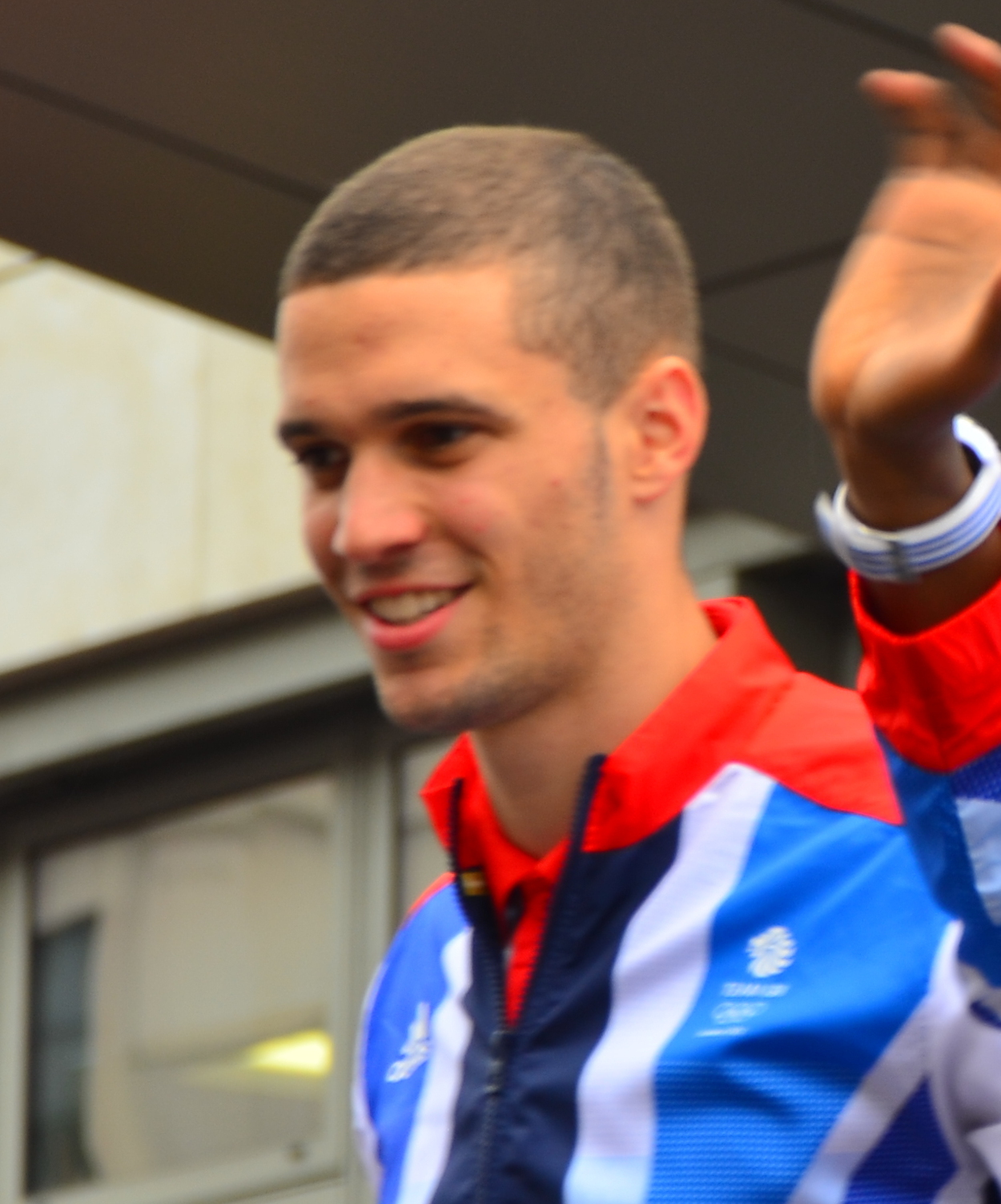
Daniel Talbot – ausgeschieden als Dritter des ersten Halbfinals
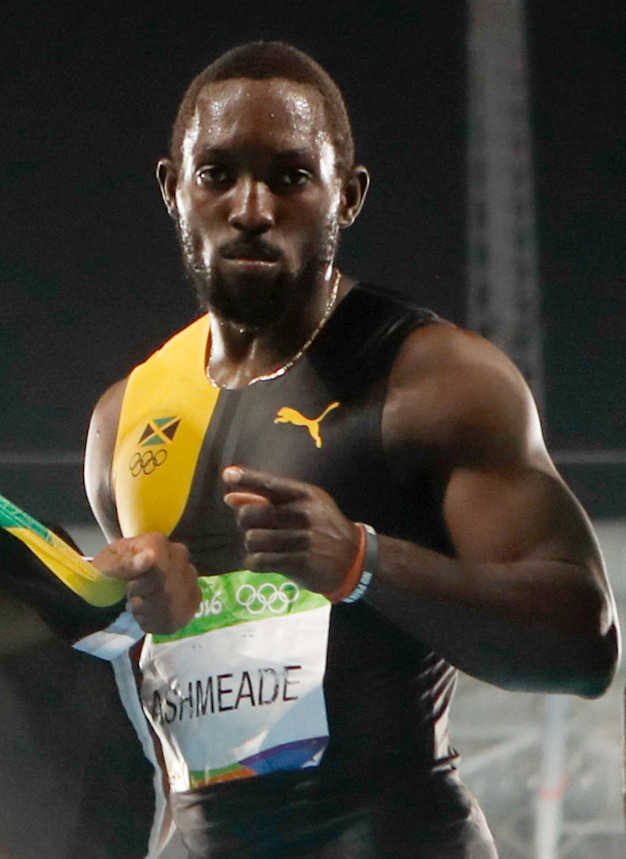
Nickel Ashmeade – ausgeschieden als Vierter des ersten Halbfinals

Weitere im ersten Halbfinale ausgeschiedene Sprinter:

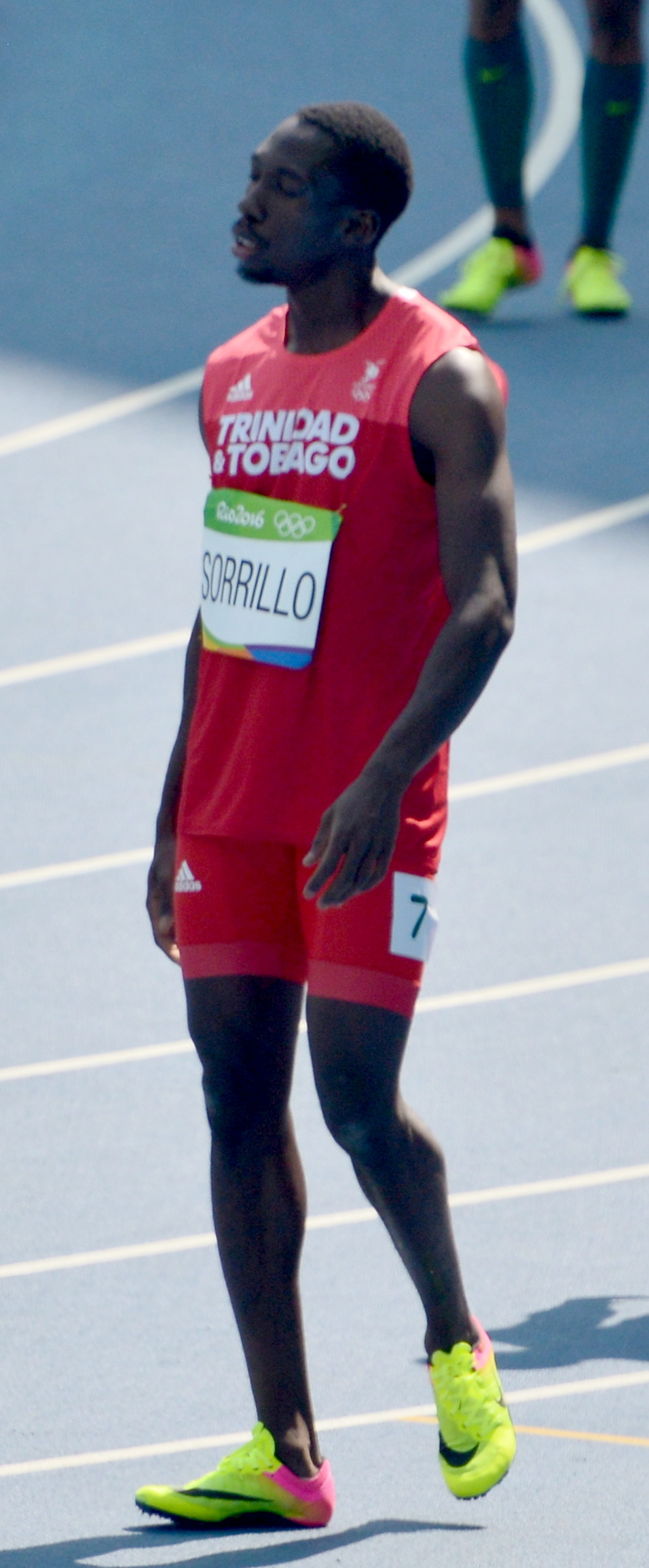
Rondel Sorrillo – Rang fünf
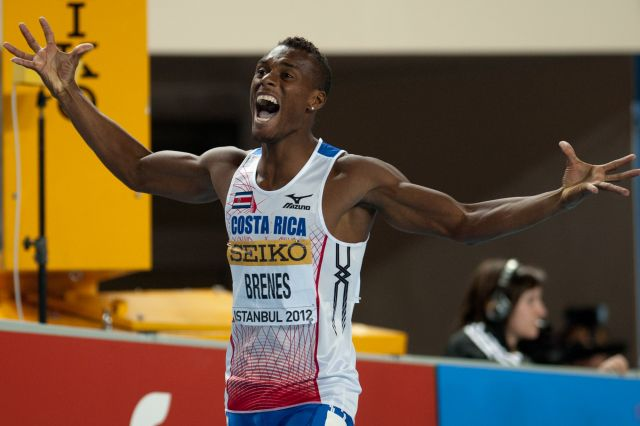
Nery Brenes – Rang sechs
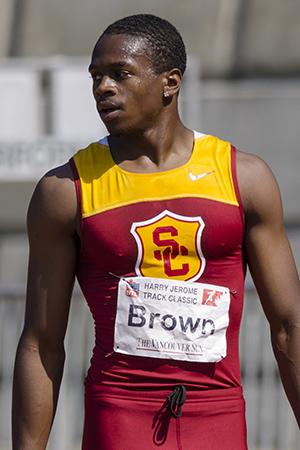
Aaron Brown – Rang sieben
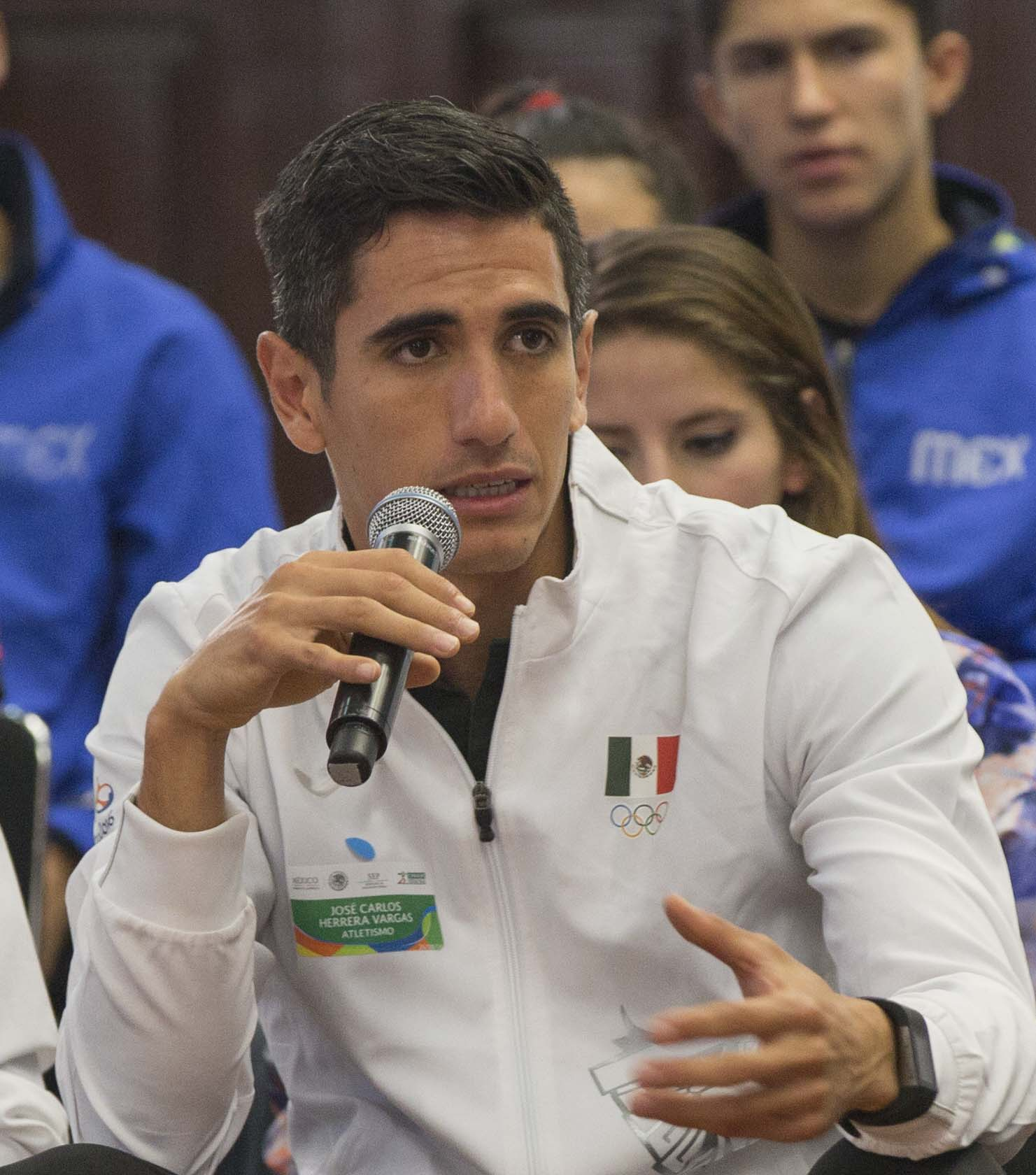
José Carlos Herrera – Rang acht

### Lauf 2

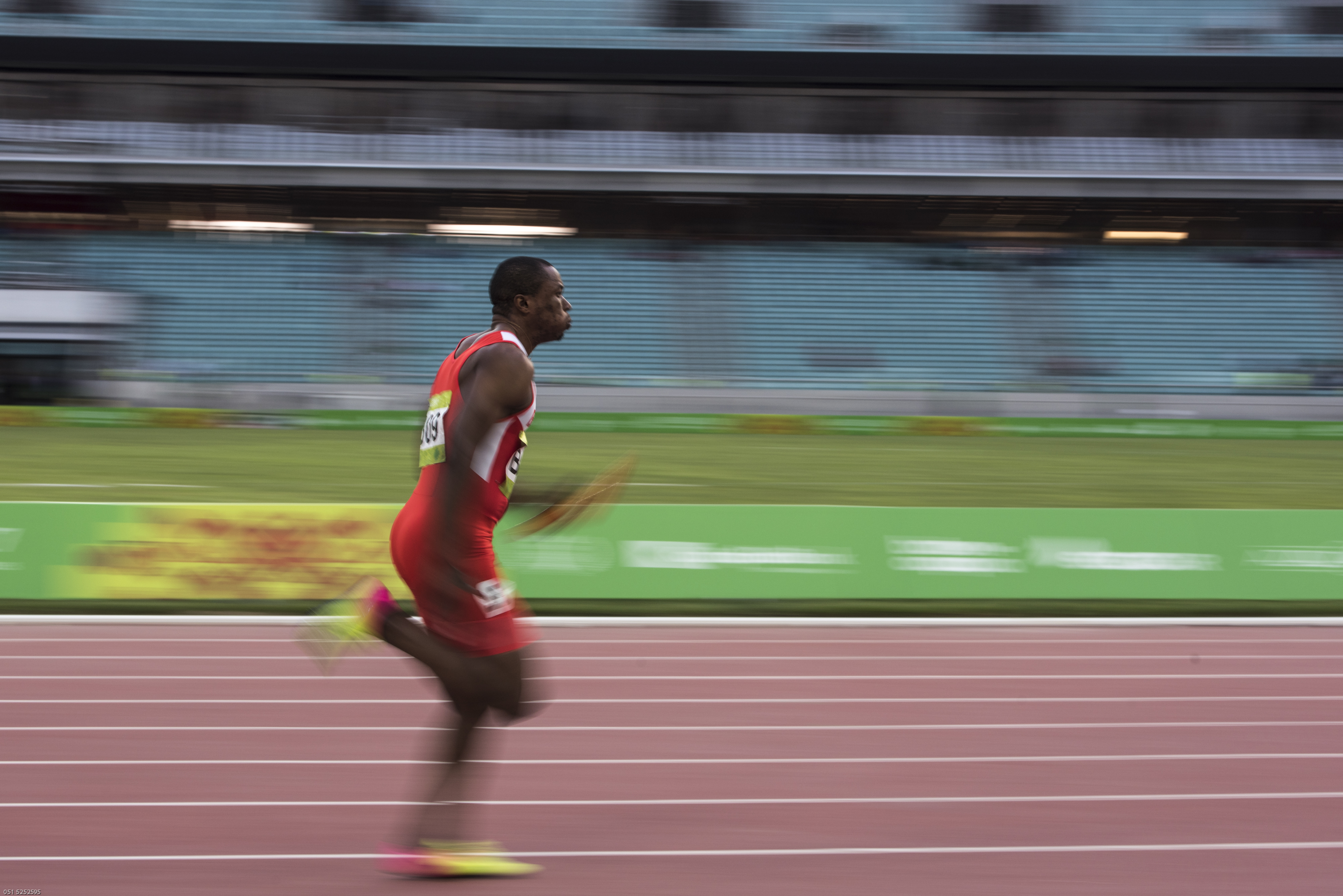
Salem Eid Yaqoob – ausgeschieden als Fünfter des zweiten Halbfinals
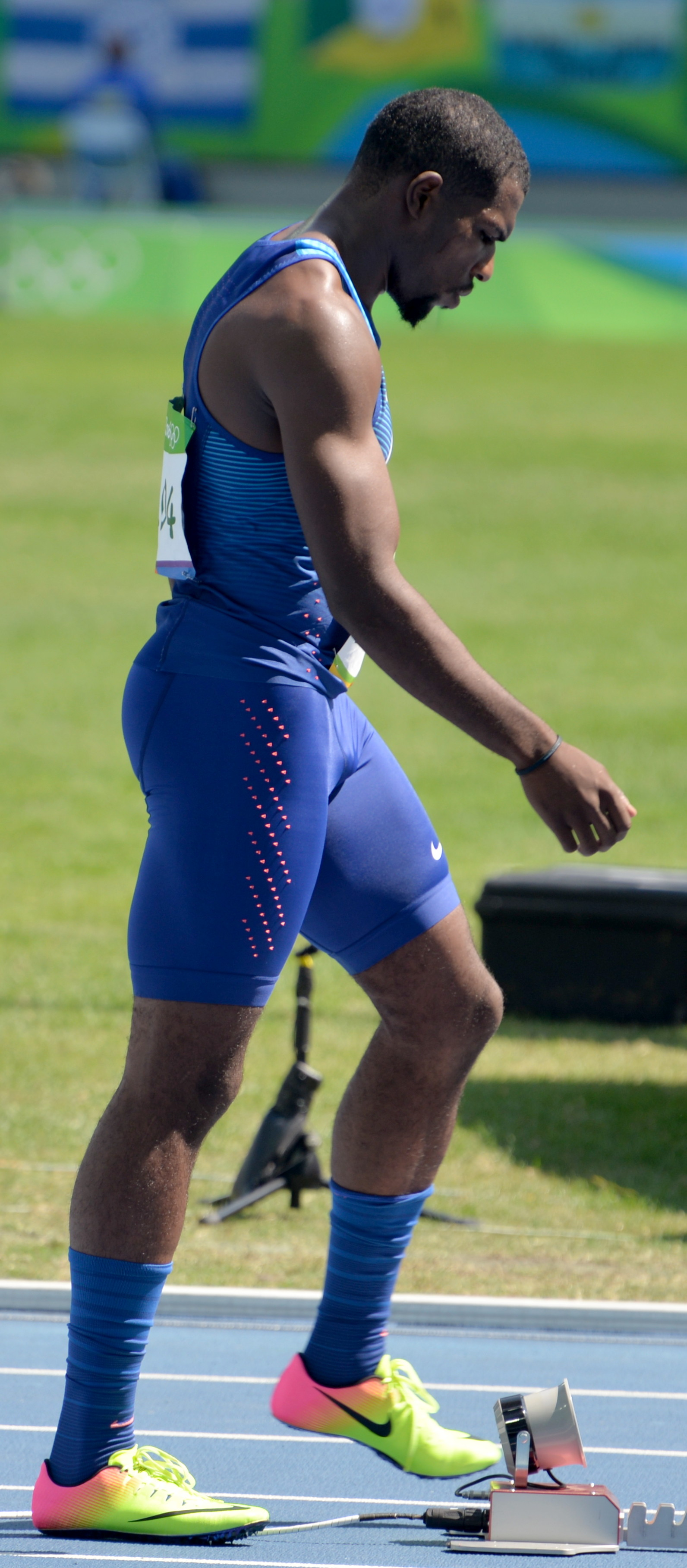
Ameer Webb – ausgeschieden als Sechster des zweiten Halbfinals
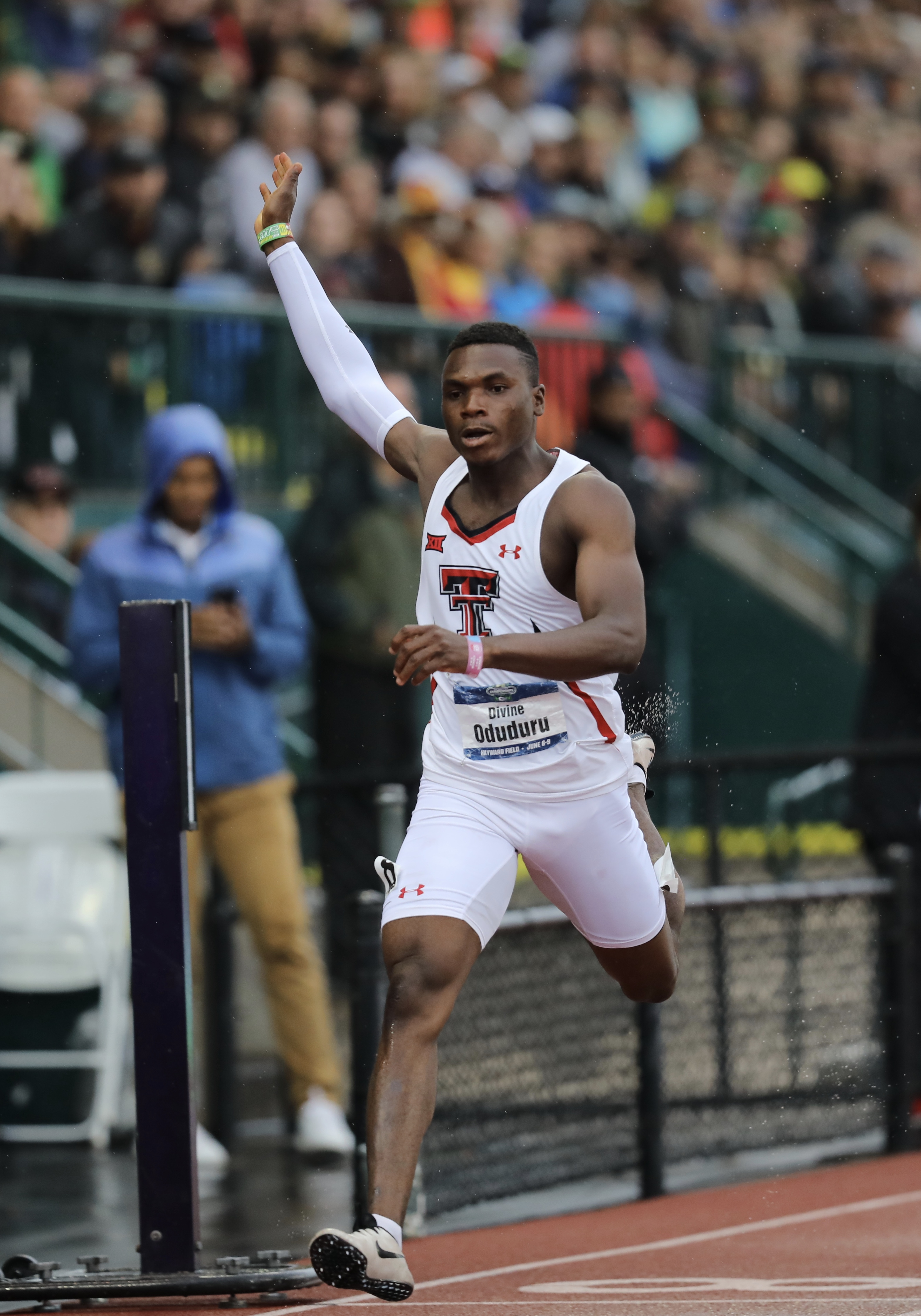
Divine Oduduru – ausgeschieden als Siebter des zweiten Halbfinals

17. August 2016, 22:08 Uhr
Wind: −0,3 m/s
| Platz | Name             | Nation         | Zeit (s) | Anmerkung |
| ----- | ---------------- | -------------- | -------- | --------- |
| 1     | Usain Bolt       | Jamaika        | 19,78    |           |
| 2     | Andre De Grasse  | Kanada         | 19,80    | NR        |
| 3     | Adam Gemili      | Großbritannien | 20,08    |           |
| 4     | Ramil Guliyev    | Türkei         | 20,09    |           |
| 5     | Salem Eid Yaqoob | Bahrain        | 20,43    |           |
| 6     | Ameer Webb       | USA            | 20,43    |           |
| 7     | Divine Oduduru   | Nigeria        | 20,59    |           |
| 8     | Roberto Skyers   | Kuba           | 20,60    |           |

### Lauf 3
- Justin Gatlin – ausgeschieden
als Dritter des dritten Halbfinals
- Bruno Hortelano – ausgeschieden
als Vierter des dritten Halbfinals

17. August 2016, 22:16 Uhr
Wind: −0,2 m/s
| Platz | Name                        | Nation         | Zeit (s) |
| ----- | --------------------------- | -------------- | -------- |
| 1     | Alonso Edward               | Panama         | 20,07    |
| 2     | Churandy Martina            | Niederlande    | 20,10    |
| 3     | Justin Gatlin               | USA            | 20,13    |
| 4     | Bruno Hortelano             | Spanien        | 20,16    |
| 5     | Nethaneel Mitchell-Blake    | Großbritannien | 20,25    |
| 6     | Yohan Blake                 | Jamaika        | 20,37    |
| 7     | Lykourgos-Stefanos Tsakonas | Griechenland   | 20,63    |
| 8     | Matteo Galvan               | Italien        | 20,88    |

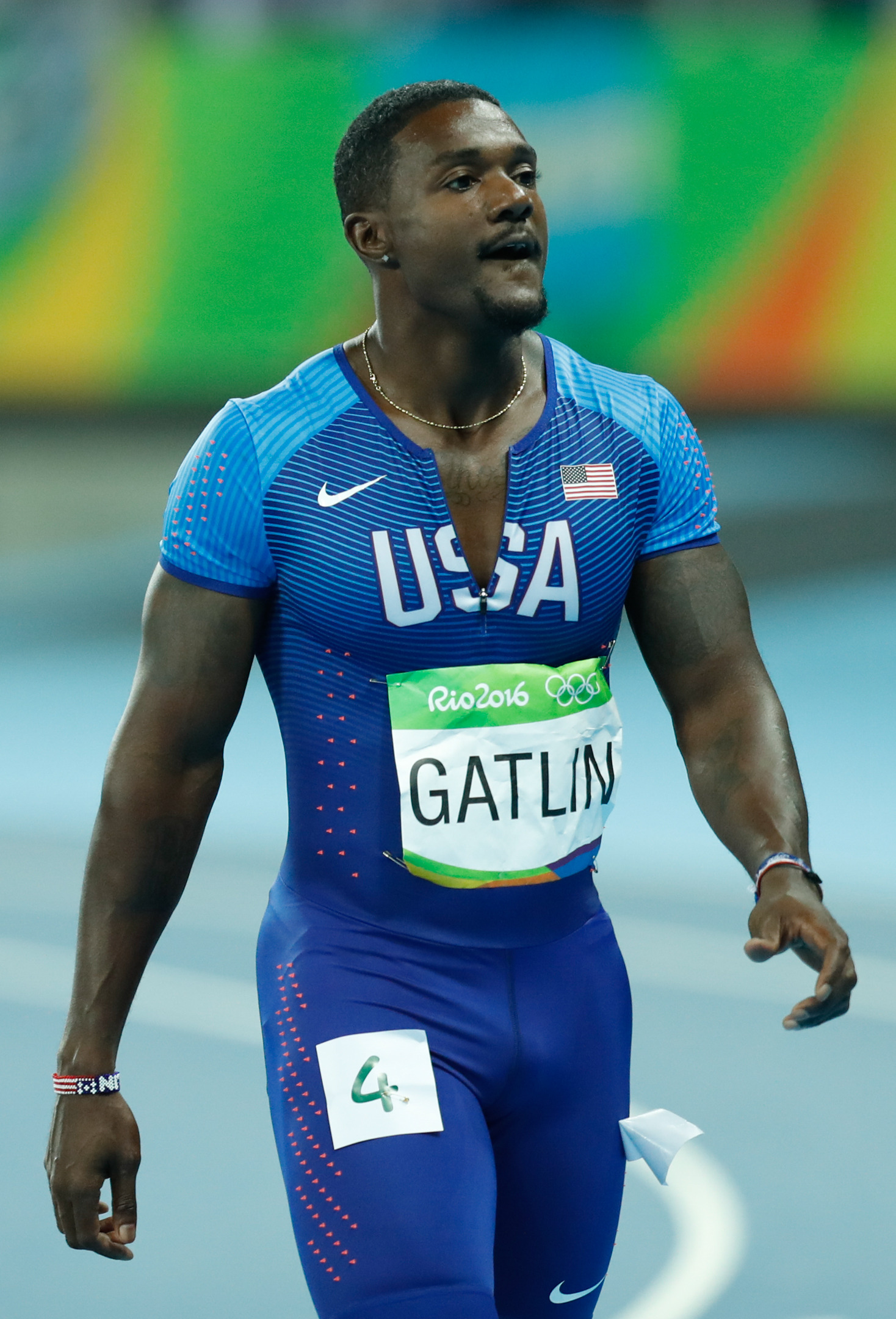
Justin Gatlin – ausgeschieden als Dritter des dritten Halbfinals
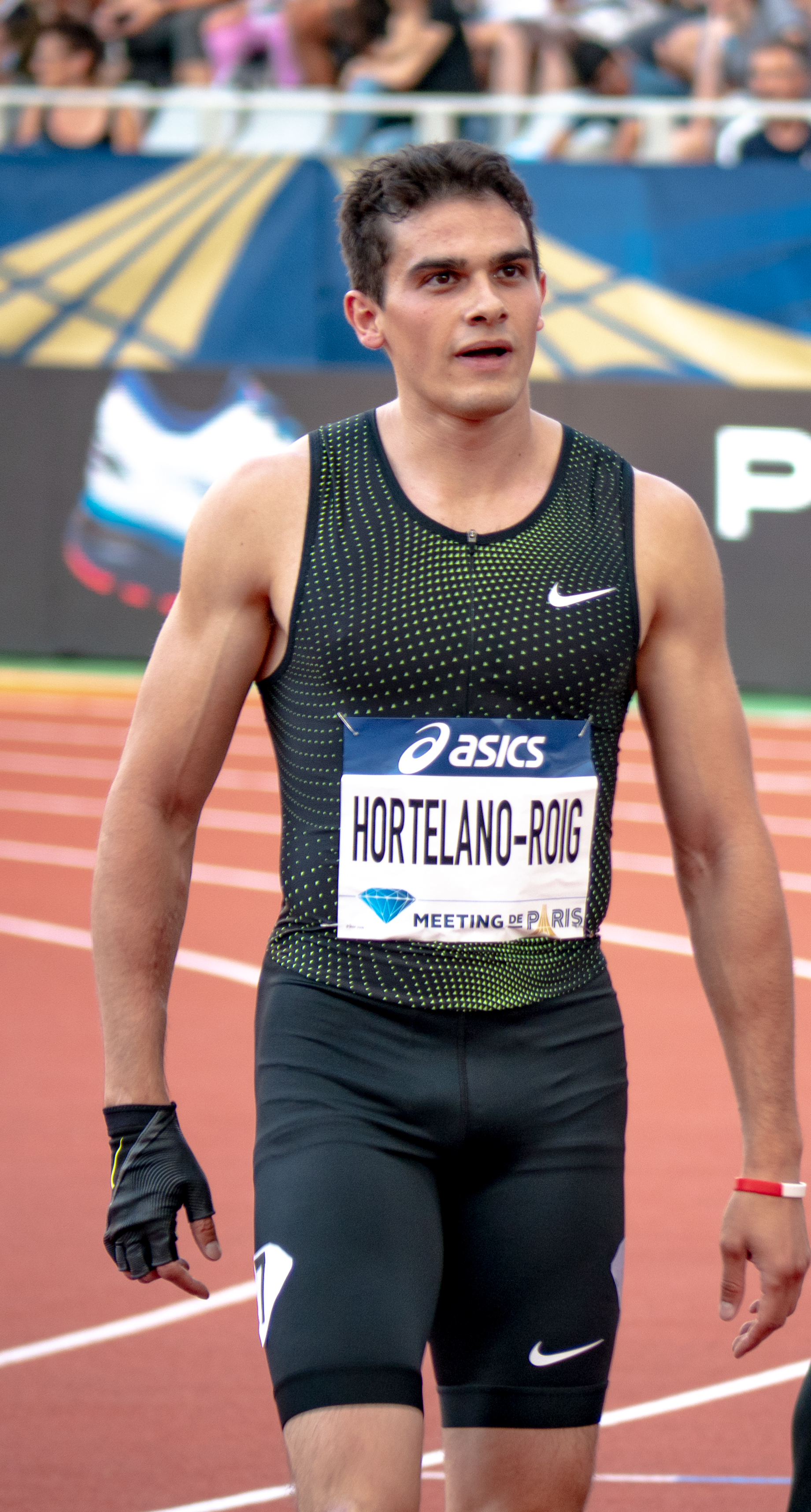
Bruno Hortelano – ausgeschieden als Vierter des dritten Halbfinals

Weitere im dritten Halbfinale ausgeschiedene Sprinter:

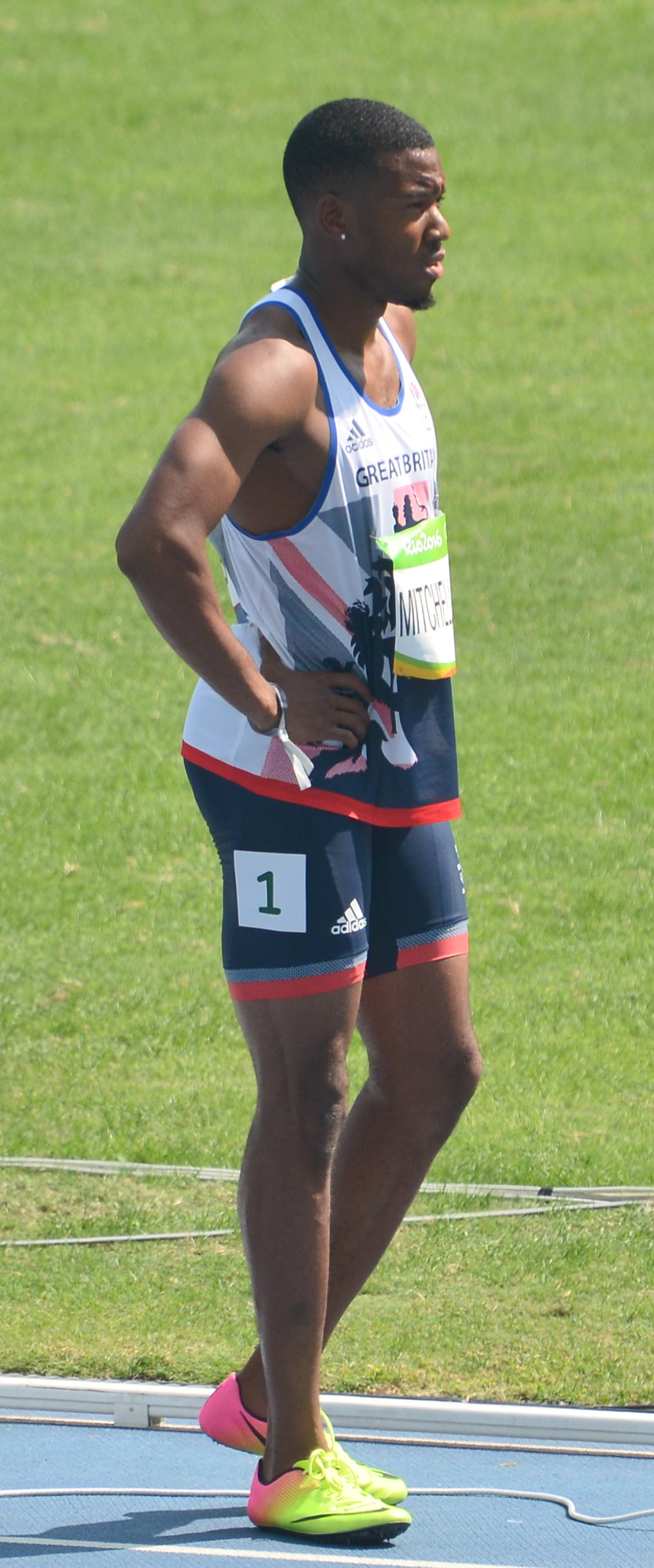
Nethaneel Mitchell-Blake – Rang fünf
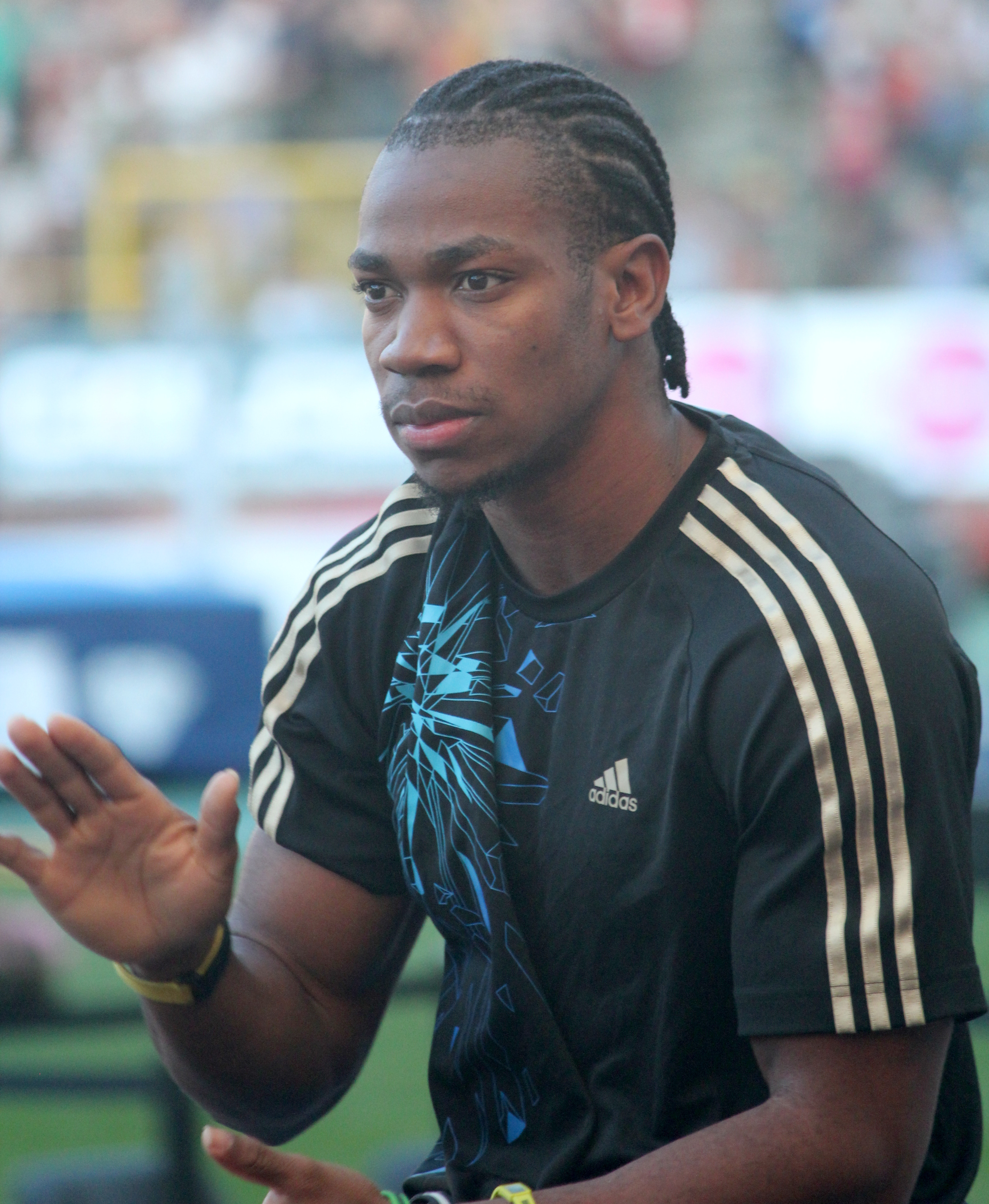
Yohan Blake – Rang sechs
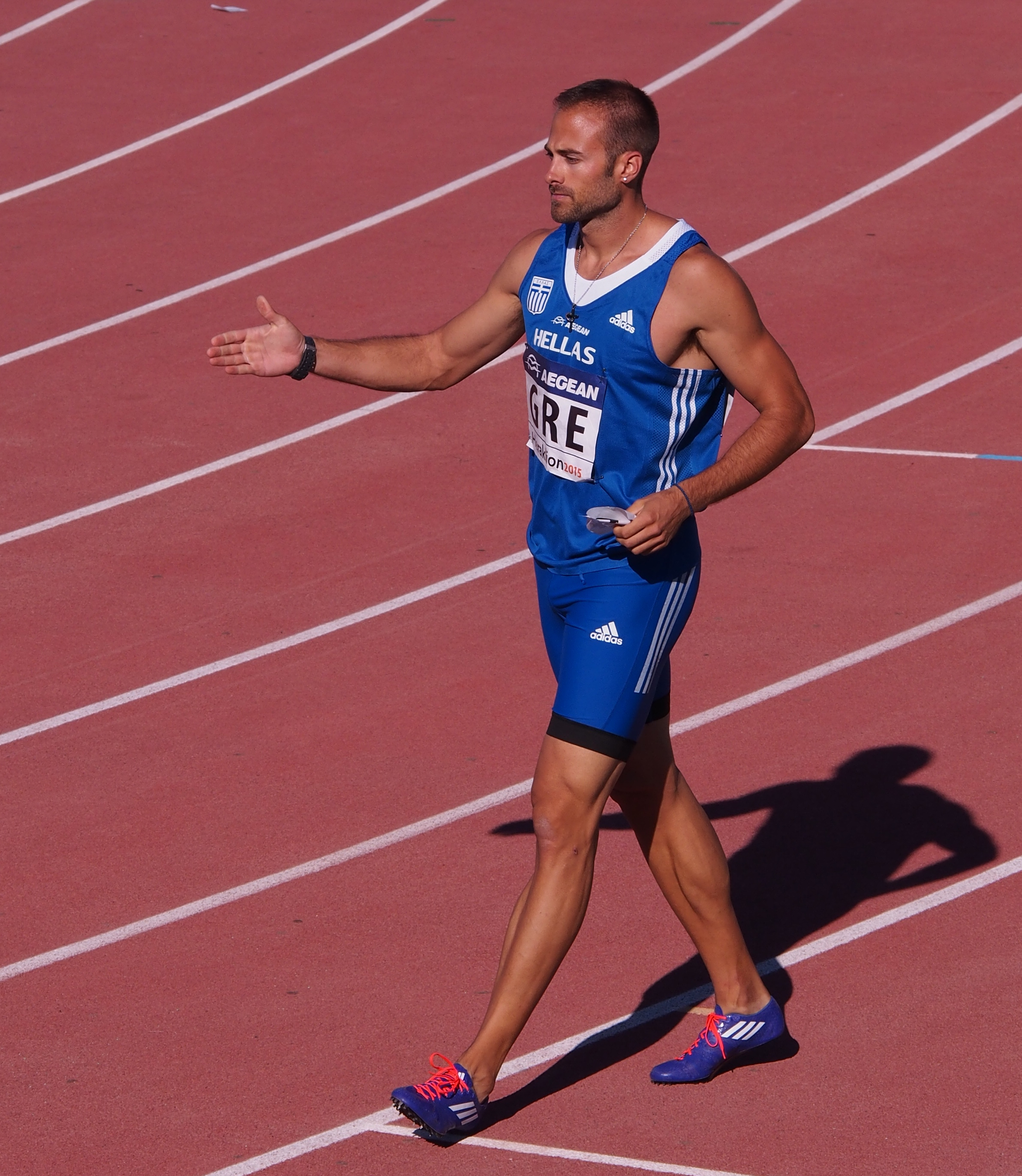
Lykourgos-Stefanos Tsakonas – Rang sieben
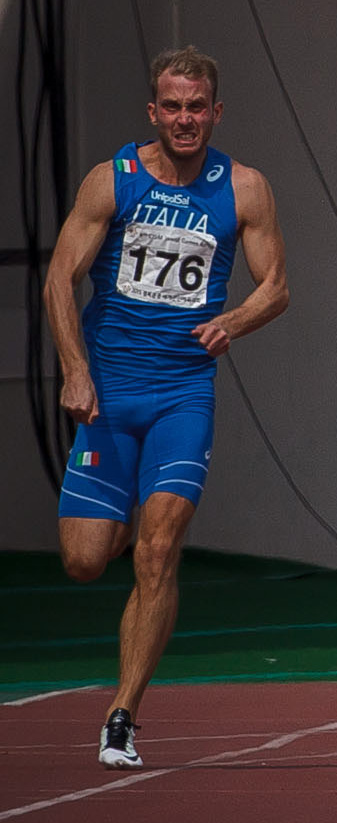
Matteo Galvan – Rang acht

## Finale

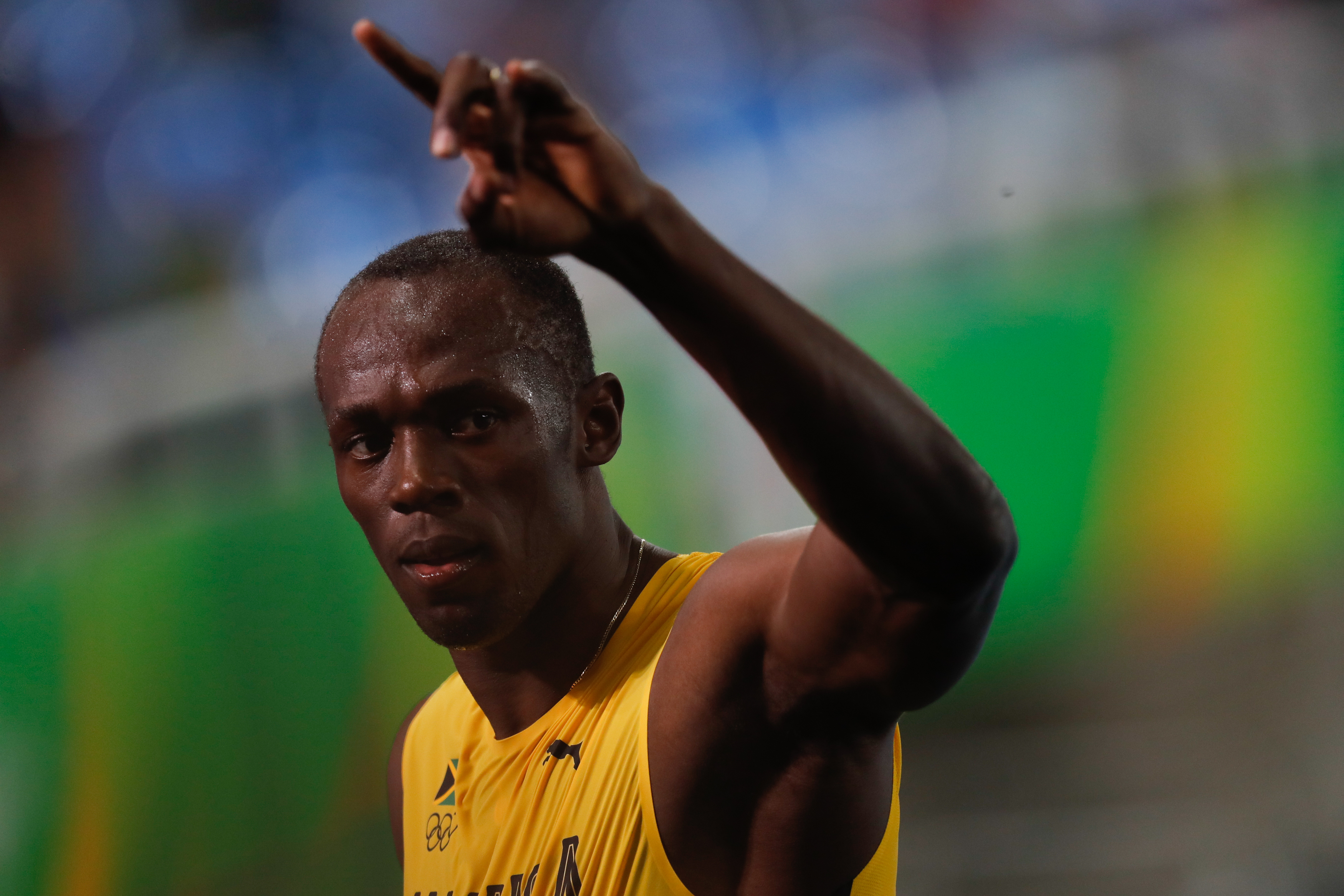
Olympiasieger: Usain Bolt
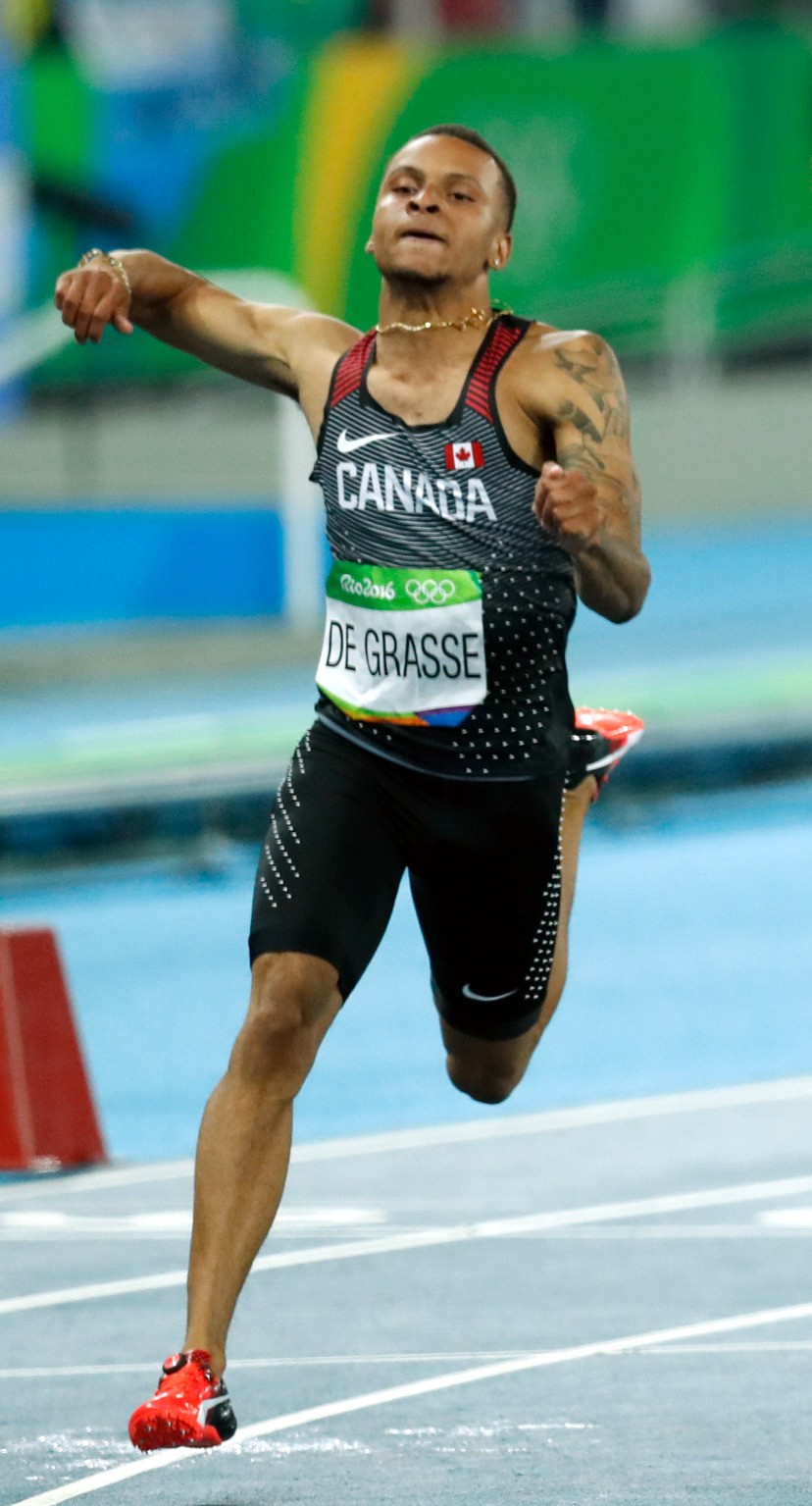
Silbermedaille: Andre De Grasse
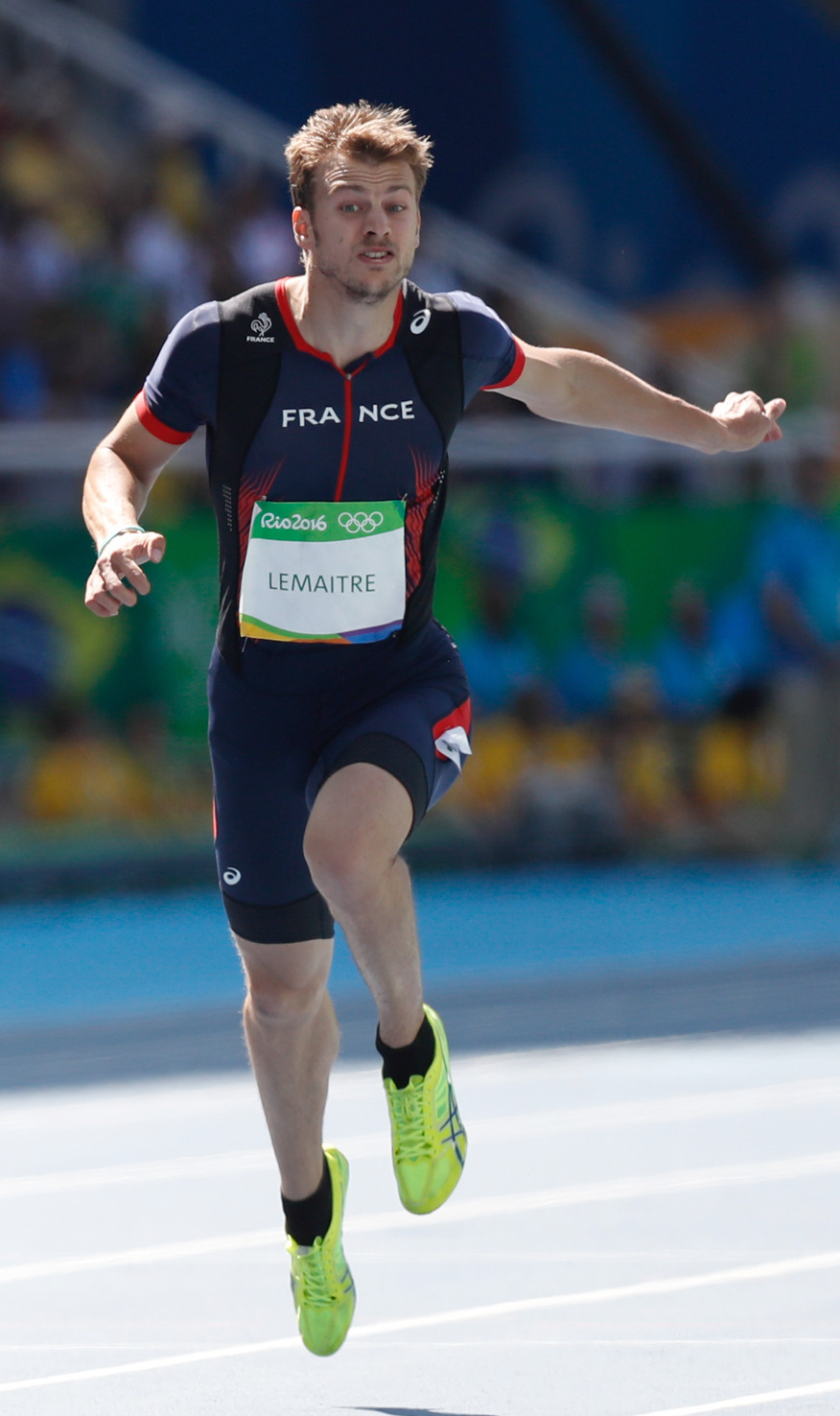
Bronzemedaille: Christophe Lemaitre

18. August 2016, 22:30 Uhr
Wind: −0,5 m/s
| Platz | Name                | Nation         | Zeit (s) | Anmerkung                      |
| ----- | ------------------- | -------------- | -------- | ------------------------------ |
| 1     | Usain Bolt          | Jamaika        | 19,78    |                                |
| 2     | Andre De Grasse     | Kanada         | 20,02    |                                |
| 3     | Christophe Lemaitre | Frankreich     | 20,12    | nach Zielfotomessung: 20,116 s |
| 4     | Adam Gemili         | Großbritannien | 20,12    | nach Zielfotomessung: 20,119 s |
| 5     | Churandy Martina    | Niederlande    | 20,13    | nach Zielfotomessung: 20,122 s |
| 6     | LaShawn Merritt     | USA            | 20,19    |                                |
| 7     | Alonso Edward       | Panama         | 20,23    |                                |
| 8     | Ramil Guliyev       | Türkei         | 20,49    |                                |

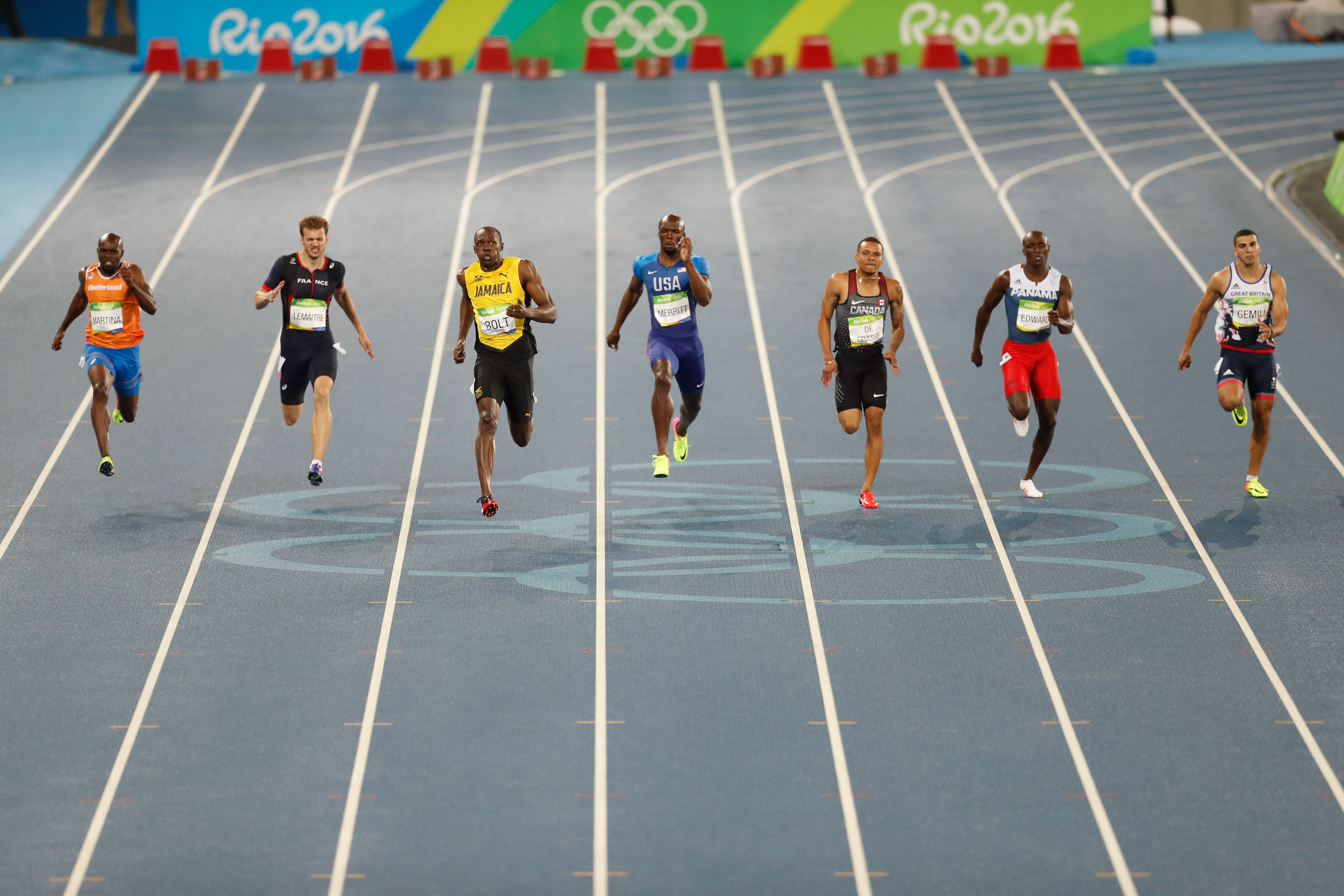
Das Finale fünfzig Meter vor dem Ziel (v. l. n. r.): Churandy Martina, Christophe Lemaitre, Usain Bolt, LaShawn Merritt, Andre De Grasse, Alonso Edward, Adam Gemili (nicht im Bild: Ramil Guliyev)

Für das Finale hatten sich jeweils ein Teilnehmer aus Frankreich, Großbritannien, Jamaika, Kanada, den Niederlanden, Panama, der Türkei und den USA qualifiziert.
Topfavorit war der Olympiasieger von 2008 und 2012, Weltmeister von 2009, 2011, 2013 und 2015 sowie Weltrekordhalter Usain Bolt aus Jamaika, der im Vorfeld angekündigt hatte, den eigenen Weltrekord brechen zu wollen. Von den drei Weltjahresbesten über 200 Meter hatte es nur der US-Läufer LaShawn Merritt, eigentlich ein 400-Meter-Spezialist, bis ins Finale geschafft. Seine Teamkollegen Ameer Webb und Justin Gatlin waren im Halbfinale ausgeschieden, ebenso wie der Silbermedaillengewinner von 2012 Yohan Blake. Hoch eingeschätzt wurde der kanadische Bronzemedaillengewinner über 100 Meter Andre De Grasse, der im Halbfinale mit 19,80 s einen neuen kanadischen Landesrekord aufgestellt hatte.
Wegen eines Regenschauers vor dem Finale war die Bahn feucht. Bolt auf Bahn sechs hatte einen guten Start und konnte die Kurvenvorgaben auf den Franzosen Christophe Lemaitre, Bahn sieben, und den Niederländer Churandy Martina, Bahn acht, schnell ausgleichen. Am Ende der Kurve hatte Bolt einen zwei-Meter-Vorsprung herausgelaufen. Martina lag auf dem zweiten Platz leicht vor Alonso Edward aus Panama auf Bahn drei. Dicht dahinter folgten Merritt, der Brite Gemili und De Grasse. Der Türke Ramil Guliyev war schon abgeschlagen.
Eingangs der Zielgeraden schob sich De Grasse an die Spitze der Verfolger. Edwards und Merritt fielen zurück. Im Ziel hatte Bolt drei Meter Vorsprung vor De Grasse. Anderthalb Meter nach dem Kanadier kamen Lemaitre und Gemili ins Ziel, eine Zehntelsekunde dahinter Martina vor Merritt, Edward und schließlich Guliyev. Nach Auswertung des Zielfotos wurde Lemaitre als Dritter mit drei Hundertstelsekunden Vorsprung auf Martina gewertet.
Usain Bolt gewann als erster Athlet der olympischen Geschichte die dritte Goldmedaille in Folge in dieser Disziplin. Insgesamt war es sein siebter Olympiasieg. 2008 und 2012 hatte er jeweils über 100 und 200 Meter sowie 2012 in der Sprintstaffel Gold gewonnen. Nach diesem Sieg lag er nun mit sieben Goldmedaillen auf Platz drei aller Leichtathleten in der Anzahl der Olympiasiege und auf Platz sechs bei der Anzahl der gesamten Medaillen. Jetzt hatte er noch den Wettbewerb mit der Sprintstaffel vor sich, in dem es ebenfalls sehr gute Aussichten auf eine weitere Goldmedaille gab.
- Olympiasieger:
Usain Bolt
- Silbermedaille:
Andre De Grasse
- Bronzemedaille:
Christophe Lemaitre

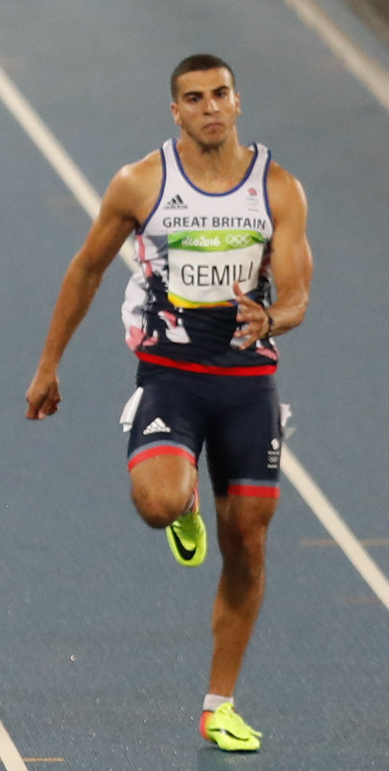
Adam Gemili belegte Rang vier
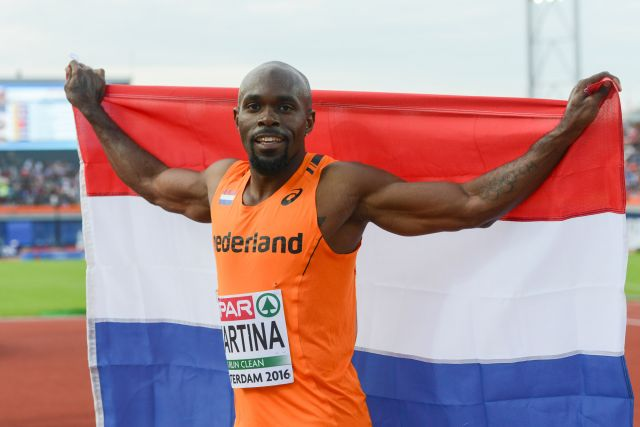
Churandy Martina wurde Olympiafünfter
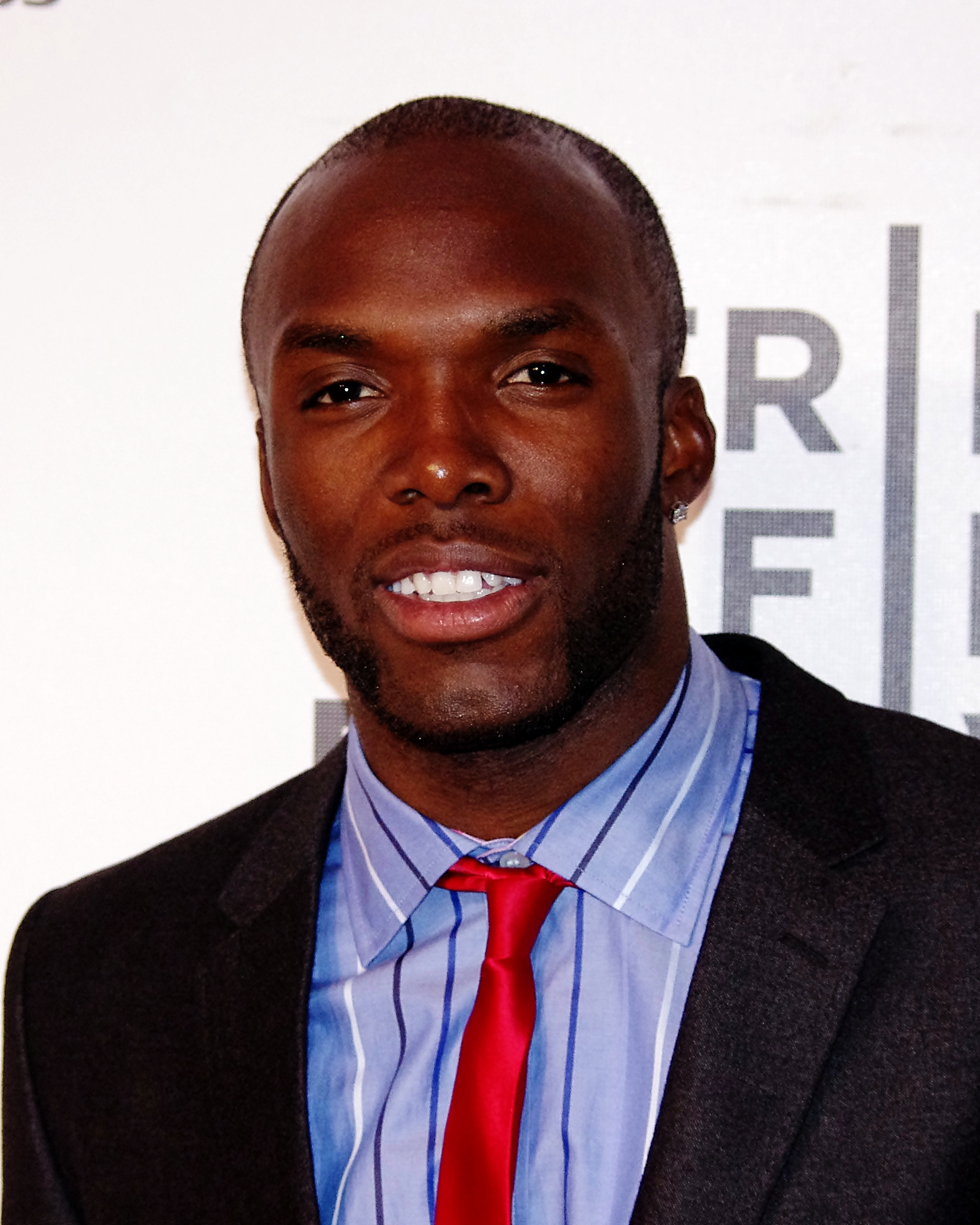
LaShawn Merritt kam auf den sechsten Platz
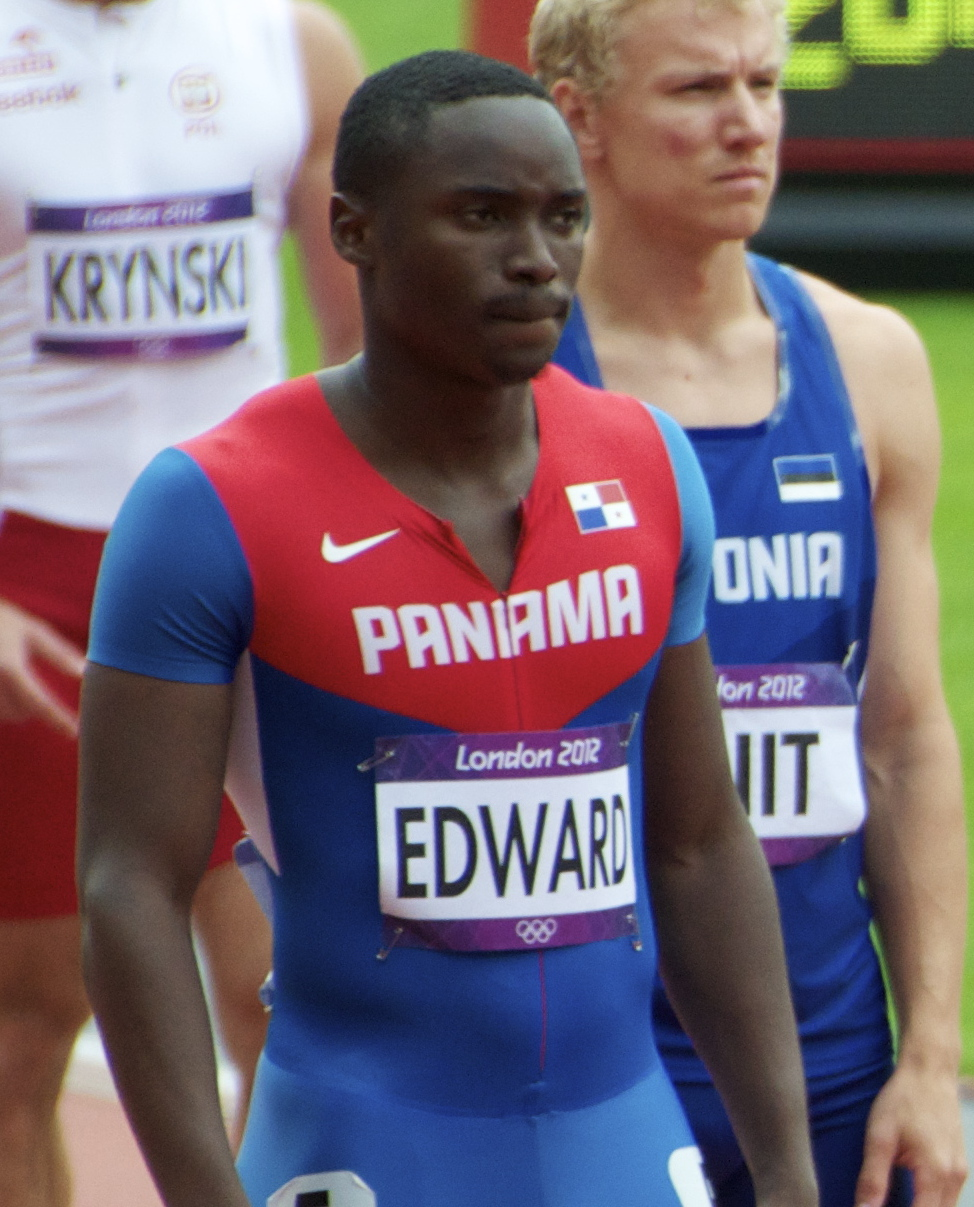
Platz sieben für Alonso Edward
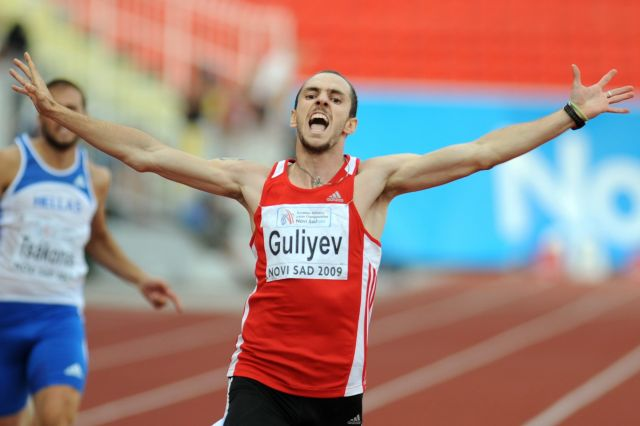
Ramil Guliyev erreichte Rang acht

## Videolinks
- Bolt, Blake, Weir, Quinonez & Lemaitre Win 200 m Heats – London 2012 Olympics, youtube.com, abgerufen am 25. April 2022
- Usain Bolt Qualifies For Men's 200 m Final (3 Heats) – London 2012 Olympics, youtube.com, abgerufen am 25. April 2022
- Usain Bolt Wins 200 m Final, London 2012 Olympic Games, youtube.com, abgerufen am 25. April 2022